# Ostsee
Koordinaten: 59° 0′ 0″ N, 21° 0′ 0″ O
Die Ostsee, international Baltisches Meer (von lateinisch Mare Balticum, auch Baltische See genannt), ist ein Binnenmeer des Atlantiks in Europa und im Unterschied zur Nordsee kein Randmeer dieses Ozeans. Sie ist überwiegend ein Brackwasser-Meer, wobei in der westlichen Ostsee aufgrund des Wasseraustausches mit Atlantik und Nordsee ein höherer Salz- und Sauerstoffgehalt beobachtet werden kann.
Bezieht man das Kattegat mit ein, so hat die Ostsee eine Fläche von etwa 412.500 km² (ohne Kattegat etwa 390.000 km²) und einen Rauminhalt von rund 21.600 km³. Die maximale Tiefe beträgt 459 m, die mittlere Tiefe 52 m.

## Namensgebung und -deutung
Der Begriff „Ostsee“ ist sinngemäß primär in den germanischen Sprachen (außer Englisch) verbreitet und ein Antonym zur früheren Bezeichnung Westsee für den Teil der Nordsee westlich der Kimbrischen Halbinsel: Dänisch Østersøen, Isländisch/Färöer Eystrasalt, Niederländisch Oostzee, Norwegisch Østersjøen, Schwedisch Östersjön. Hierfür mag die geografische Sicht aus der Lage dieser Länder wesentlich sein. In Finnland beruht der Begriff (Finnisch Itämeri, Schwedisch Östersjön) dagegen eher auf der Oberhoheit Schwedens vom 12. bis ins 18. Jahrhundert über das heutige Finnland.
Im Englischen sowie den meisten anderen Sprachen wird das nordeuropäische Binnenmeer sinngemäß „Baltische See“ bzw. „Baltisches Meer“ genannt.
Im Estnischen hingegen wird die Ostsee als „Westmeer“ (estn. Läänemeri) bezeichnet.
In römischen Quellen wurde die Ostsee in der Regel nach den an ihrer Südküste lebenden Sueben als Mare Suebicum bezeichnet.
Eine andere Benennung ist Aestenmeer, benannt nach dem Volk der Aestii, vermutlich ein von den Germanen verwendetes Exonym für die Balten, die Tacitus in der Germania als die am weitesten östlich am Mare Suebicum lebenden Menschen beschrieb.
Dagegen besteht bei der Deutung von Balt- keine Einigkeit. Verschiedene Herkünfte werden für möglich gehalten.
- Unter Hinweis auf die Ersterwähnung von mare Balticum bei Adam von Bremen wird argumentiert, dass es sich um eine Übertragung des Namens Belt, Beltessund (verwandt mit englisch belt ‚Gürtel‘ u. a. – als Bezeichnung eines schmalen langgestreckten Gewässers) auf das gesamte Meer handeln könnte.
- Eine andere Deutung sieht einen Zusammenhang mit der von Plinius erwähnten Insel Baltia.
- Es könnte ein Zusammenhang mit litauisch baltas ‚weiß‘ bestehen – dieser Begriff findet in der Toponomie Verwendung zur Bezeichnung von Gewässern, insbesondere Mooren.

(Ausführlicher siehe Literatur (P. U. Dini))

## Geographie

### Lage und Ausdehnung
Die Anrainerstaaten der Ostsee sind (im Uhrzeigersinn): Deutschland, Dänemark, Schweden, Finnland, Russland, Estland, Lettland, Litauen und Polen.
Die Ostsee trennt die Skandinavische Halbinsel von den zusammenhängenden Festländern Nord-, Nordost- und Mitteleuropas.
Die westlichste Stelle der Ostsee liegt am Westende der Flensburger Förde bei der Stadt Flensburg, der nördlichste Punkt befindet sich am Bottnischen Meerbusen bei Töre in der Gemeinde Kalix in Schweden, dort liegt die Posttonne von Törehamn. Die östlichste Stelle der Ostsee befindet sich beim russischen Sankt Petersburg, ihr südlichster Punkt am Südende des Stettiner Haffs bei Stettin.

### Westliche Abgrenzung

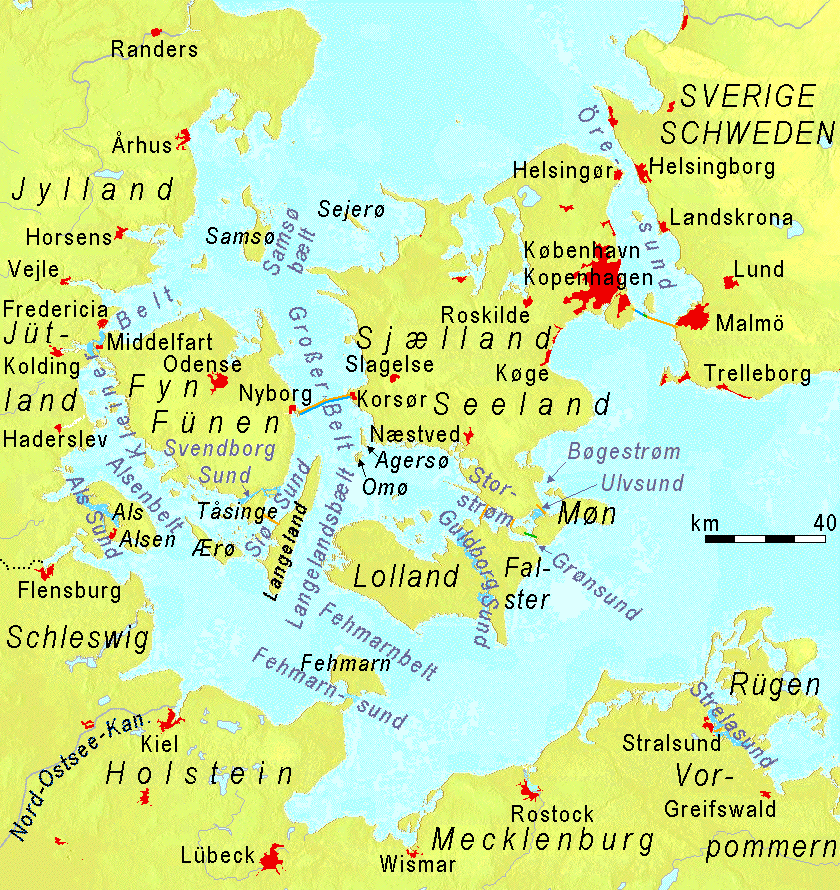
Meeresstraßen zwischen Kattegatt und Ostsee

Sowohl historisch als auch in den modernen Wissenschaften wurde und wird die westliche Abgrenzung der Ostsee unterschiedlich definiert.
Handel und Geschichte:
Historisch verlief die Grenze durch die Beltsee, denn an den Einfahrten zur Ostsee erhob das Königreich Dänemark den Sundzoll. Die Mautstelle im Öresund war Schloss Kronborg bei Helsingør. Im Großen Belt wurde er bei Nyborg kassiert. Für den Kleinen Belt wurde der Sundzoll Stromzoll (strømtold) oder Beltzoll (bælttold) genannt und seit der Gründung der Festung Fredericia 1650 dort erhoben, vorher andernorts. Die engste Stelle (Middelfartsund) liegt allerdings bei Middelfart.
Politik:
Das von der Helsinki Commission (HELCOM) erarbeitete Abkommen zum Schutz der marinen Umwelt im Bereich der Ostsee („Helsinki-Konvention“) umfasst die Ostsee und das Kattegat, das aber als „Eingang zur Ostsee“ von der eigentlichen Ostsee abgegrenzt wird: “For the purposes of this Convention the ‚Baltic Sea Area‘ shall be the Baltic Sea and the Entrance to the Baltic Sea, bounded by the parallel of the Skaw in the Skagerrak at 57° 44.43′ N.”
Moderne Naturwissenschaften:
Das Leibniz-Institut für Ostseeforschung schreibt: „Aus physikalischer Sicht gibt es Argumente, die Trennung zwischen Nord- und Ostsee im Großen Belt bei Langeland und im Öresund auf die Drogdenschwelle zu legen.“ Auch das Sveriges meteorologiska och hydrologiska institut (SMHI) zieht die Grenze zwischen Ostsee und Kattegat durch die Drogdenschwelle am Südende des Öresunds, im Großen Belt zwischen Korsør und Nyborg und im Kleinen Belt bei Middelfart. Die maximal 7 m tiefe Drogdenschwelle erstreckt sich nördlich der Køgebucht zwischen Dragør im Süden Kopenhagens und Malmö. Hier wurde die Öresundquerung mit dem Drogdentunnel gebaut. Demnach würden also die dänischen Ostseeinseln in der Beltsee die ungefähre Grenze der Ostsee markieren.
Eine Untersuchung der schwedischen Chemikalienaufsicht Kemikalieinspektionen nimmt hingegen östlich der Drogdenschwelle die 18 m tiefe Darßer Schwelle als westliche Begrenzung. Diese begrenzt den Zufluss von Salzwasser aus dem Kattegat und der Beltsee, da es unterhalb des salzarmen Ostseewassers strömt.

### Entstehung
Die Ostsee entstand am Ende der letzten Eiszeit, der Weichsel-Kaltzeit, vor etwa 12000 Jahren nach dem Abschmelzen der riesigen Gletschermassen. Ihre heutige Gestalt und Eigenart bildete sich über mehrere Etappen durch ein Zusammenspiel von Landhebung und Meeresspiegelanstieg:
Vor 12000 bis 10200 Jahren tauten infolge des damaligen Klimaumschwunges die Gletscher in Richtung Skandinavien zurück. Als sich der Eisrand nach Abschmelzen der Inlandeismassen auf der Höhe der heutigen Åland-Inseln, nordöstlich von Stockholm, befand, bildete sich in seinem Vorland der Baltische Eisstausee.
Vor etwa 10200 bis 8900 Jahren stieg der Meeresspiegel so stark, dass sich zumindest im Bereich der heutigen mittelschwedischen Seenplatte, nach anderen Quellen auch zum Weißen Meer, eine Verbindung zum Weltmeer bildete. Durch den dadurch bedingten Süßwasserausstrom und Salzwassereinstrom bildete sich das sogenannte (salzige) Yoldiameer.
Vor etwa 8900 bis 7000 Jahren tauten die skandinavischen Gletscher weiter zurück, der Druck auf die skandinavische Landmasse nahm ab, so dass sie sich zu heben begann und dadurch die Meeresverbindungen blockierte. Es entstand der/die (süße) Ancylussee.
Vor etwa 7000 bis 2000 Jahren stieg der Meeresspiegel durch die sogenannte Littorina-Transgression so, dass die Festlandbrücke zwischen Südschweden und Dänemark überflutet wurde und der Osten Dänemarks sich in die heutigen Inseln aufteilte. Weiter öffnete sich der Zugang in der Nähe der Darßer Schwelle vor der deutschen Küste, und auch im südlichen Bereich der Ostsee bildeten sich die Grobformen der heutigen Küsten aus.
Die Gletscher waren nun fast vollständig verschwunden. Das Festland von Skandinavien hob sich weiter, so dass sich die Küstenlinie weiter veränderte. Der südliche Bereich der Ostsee senkte sich, das vorrückende Meer überflutete die jungglaziale Landschaft und formte sie dabei um. Als Ergebnis findet man drei Küstenformen im südlichen Bereich wieder: Fördenküste (Beispiel: Kieler Förde), Buchtenküste (Beispiel: Lübecker Bucht) und die Bodden- bzw. Boddenausgleichsküste (Beispiel: Halbinsel Fischland-Darß-Zingst) z. T. mit der Bildung von Haffen (Beispiel: Stettiner Haff).
| Bezeichnung               | Zeit in Jahren  | Wasser                                   | namensgebende Anzeigeorganismen                              |
| ------------------------- | --------------- | ---------------------------------------- | ------------------------------------------------------------ |
| Ende der Weichsel-Eiszeit | vor ca. 12000   | –                                        | –                                                            |
| Baltischer Eisstausee     | vor 12500–10000 | süß                                      | –                                                            |
| Yoldiameer                | vor 10000–9250  | salzig – brackig                         | Salzwasser-Muschel Yoldia arctica (jetzt Portlandia arctica) |
| Ancylussee                | vor 09250–7100  | süß                                      | Süßwasser-Schnecke Ancylus fluviatilis                       |
| Littorinameer             | vor 07100–4000  | salzig – brackig                         | Strandschnecke Littorina littorea                            |
| Limneameer                | vor 04000–1500  | salzig – brackig, aber leichte Aussüßung | Brackwasserschnecke Limnea ovata                             |
| Myameer                   | vor 01500–heute | salzig – brackig                         | Sandklaffmuschel Mya arenaria                                |

### Klima
Klimazonen
Der Südteil der Ostsee befindet sich in der gemäßigten Klimazone, die bei Dänemark noch ausgesprochen maritime Züge trägt, nach Osten hin jedoch im Bereich des Kontinentalklimas liegt. Der nördliche Teil, insbesondere der Bottnische Meerbusen, ist geprägt durch das kalte Klima der borealen Nadelwälder. Die reichen in Finnland bis etwa 200 km nördlich des Polarkreises. Weil die Ostsee vom klimabeeinflussenden Golfstrom abgekoppelt und ihre Fläche recht klein ist, aufgrund geringer Verdunstung und reicher Süßwasserzuführung der Salzgehalt außerdem sehr niedrig liegt, kann sie nur sehr geringfügig zum klimatischen Ausgleich beitragen; sie entwickelt kein eigenes maritimes Klima.
Daher vereist sie jeden Winter teilweise, hin und wieder sogar vollständig. So zum Auftakt der Kleinen Eiszeit im 14. Jahrhundert: „Zweimal, 1303 und 1306/07 fror die Ostsee zu.“
Nach harten Wintern wirkt die See als Kältespeicher. Hafenstädte wie Oulu in Finnland zählen bis zu sechs vereiste Monate pro Jahr. Eisschichten können in kalten Wintern auch an der deutschen Küste solche Mächtigkeiten erreichen, dass Personen darauf gehen können (zum Beispiel im Winter 1978/1979). Einige Inseln wie Bornholm haben ein relativ mildes Mikroklima.
Klimawandel
Die Ostseeregion hat sich im 20. Jahrhundert um 0,85 K erwärmt, weltweit waren es durchschnittlich 0,75 K. Bis Ende des 21. Jahrhunderts könnte sich die Luft in der Ostsee-Region um weitere 3 bis 6 K erwärmen. Die mittlere Wassertemperatur hat sich im deutschen Teil der Ostsee von 1980 bis 2015 um 1,6 °C an der Oberfläche und um bis zu 1,9 °C in 20 Meter Tiefe erhöht. In den letzten Jahrzehnten wurde eine Zunahme der marinen Hitzewellen festgestellt. In der Ostsee sind schon jetzt viele Veränderungen zu beobachten, die anderen Meeresregionen noch bevorstehen. In der Tiefe herrscht Sauerstoffmangel, einige Zonen gelten bereits als sauerstofffrei. Und der pH-Wert des Wassers erreicht regelmäßig Bereiche, die im Zuge der Ozeanversauerung (CO2 Eintrag) für tiefere Meere erst im nächsten Jahrhundert erwartet werden. Forschende betrachten das Brackwassermeer daher auch als „Zeitmaschine“.

## Wasserstand und Gezeiten

### Normale Höhe
Der mittlere Wasserstand der Ostsee (Mittelwasser) liegt etwa bei Normalhöhennull (NHN). Bei Kiel liegt er beispielsweise 1 cm unter NHN, das mittlere Hochwasser (MHW) und mittlere Niedrigwasser liegen etwa 1,22 m darüber bzw. darunter. Mit einer Wahrscheinlichkeit von 80 % bleibt der Pegel im Laufe eines Jahres unter 1,45 m über Mittelwasser, er wird im Mittel alle fünf Jahre überschritten. Mit einer Wahrscheinlichkeit von 99 % bleibt der Pegel unter 2,26 m über Mittelwasser, er wird im Mittel alle 100 Jahre überschritten.

### Gezeiten/Tiden
Vor allem die westliche Ostsee unterliegt dem Einfluss einer regelmäßigen, aber schwach ausgeprägten Tide mit einer Periode von 12,4 Stunden und die Amplituden variieren von 30 cm in Flensburg bis 15 cm in Rostock. Von dort sinken die Tideneffekte stetig, bis sie am „Leuchtturm Darßer Ort“ einen Wert von rund 0,0 cm aufweist. Tiden von rund 20 bis 30 cm sind bei gründlicher Beobachtung gut wahrnehmbar. Allerdings ist bei stärkerem Wind oder Sturm schnell nichts mehr von den reinen Wasserstandsänderungen der Tiden zu merken.
Als Sturmhochwasser wird gemeinhin ein Wasserstand von mehr als einem Meter über Normalmittelwasser bezeichnet; dies ereignet sich im Mittel zwei Mal pro Jahr.

### Daten

#### Größe
- Ausdehnung: mit Kattegat 412.500 km²,[1] ohne Kattegat etwa 390.000 km²
- Wasservolumen: mit Kattegat 21.630 km³[1]

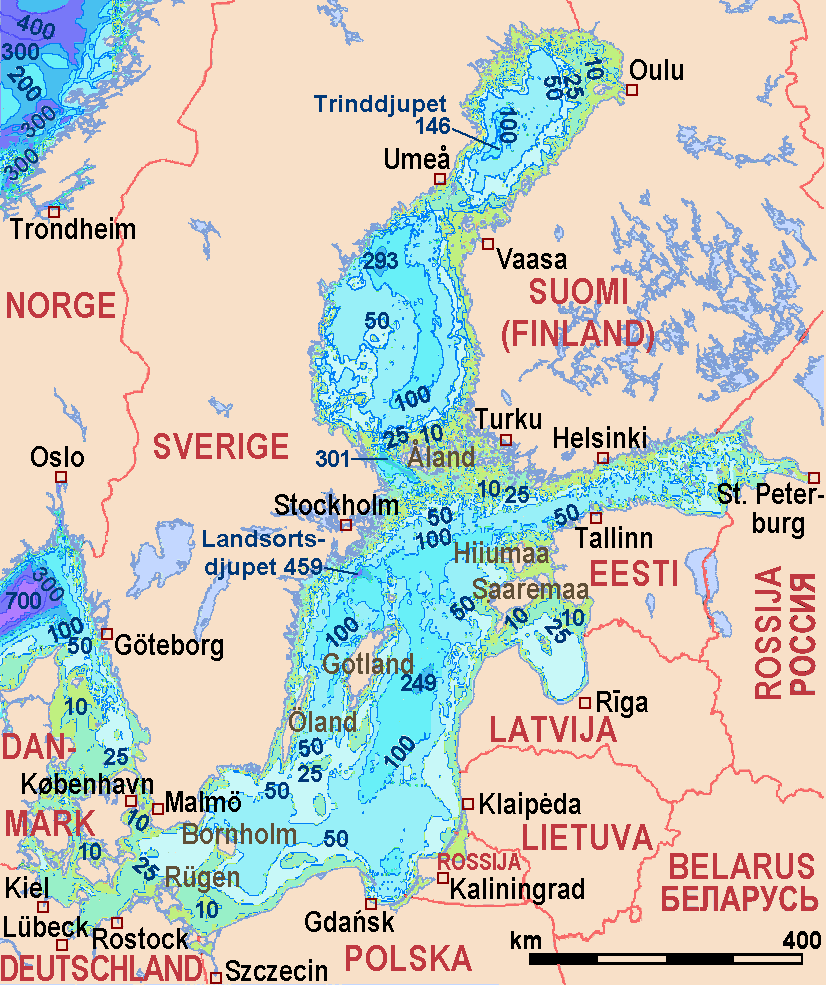
Wassertiefen der Ostsee in Metern

#### Meerestiefe
- 456 m Landsorttief (westliches Gotlandbecken)
- 301 m Ålandtief (Ålandsee)
- 293 m Ulvötief (Bottensee)
- 248 m Gotlandtief (östliches Gotlandbecken)
- Durchschnittliche Tiefe: 52 m

#### Salinität
Der Salzgehalt (die Salinität) der Ostsee nimmt von West nach Ost ab. Er schwankt in der Beltsee im Westen zwischen 30 (3 %) und 19 PSU (1,9 %), im nordöstlichen Teil (Bottenwiek und Finnischer Meerbusen) hingegen nur noch zwischen 5 und 3 PSU (0,5 % bis 0,3 %). Der Salzgehalt an der Ostküste Schleswig-Holsteins beträgt rund 1,5 bis 1,9 %. (Im Vergleich dazu erreicht der Salzgehalt des Atlantiks und der nördlichen Nordsee 35 PSU.) Während international Wasser oft ab 1,8 % als Salzwasser gilt, ist in Deutschland eine Salinität von 1 % als Grenze gängig. Ab welchem Punkt die Ostsee aus Brackwasser besteht, ist also definitionsabhängig.
Der Rückgang des Salzgehalts verläuft dabei nicht kontinuierlich, sondern stufenweise. Dies wird darauf zurückgeführt, dass das Bodenprofil der Ostsee eiszeitbedingt aus Becken und Schwellen besteht. Das größte Gefälle der Salzkonzentration ist im Bereich der Darßer Schwelle nordöstlich von Rostock zu finden, die die Grenze zwischen Beltsee und Arkona-Becken bildet. Westlich davon beträgt die Salinität bis zu 1,7 %, östlich nur 0,8 %. Östlich der Darßer Schwelle ist die Ostsee daher ein reines Brackwassermeer.
Wegen des hohen Süßwassereintrags und der geringen Verdunstung der Ostsee ist ihr Salzgehalt größtenteils auf den Wasseraustausch mit dem Weltmeer zurückzuführen. Da Salzwasser schwerer ist als Süßwasser, findet zudem eine Schichtung des Seewassers statt. Besonders viel Salz findet sich im tiefen Wasser unterhalb von 60–70 Metern. In den Belten und Sunden gibt es eine Oberflächenströmung mit geringem Salzgehalt von der Ostsee zum Kattegat und eine Tiefenströmung salzreichen Wassers aus dem Kattegat in die Ostsee. Über drei Viertel des Wasseraustausches finden durch den Großen Belt statt und etwa 9 % durch den Kleinen Belt. Durch die Schwellen- und Beckenstruktur des Ostseebodens bleibt aber ein beachtlicher Teil des Salzwassers im Becken der Beltsee zurück und dringt nicht weiter nach Osten vor.
Zeitliche Schwankungen der Salinität kommen durch stürmische Perioden zustande, die den Wasseraustausch durch die Meerengen beschleunigen, und durch große Niederschlagsmengen, die den Süßwassereintrag (im Mittel 500 km³/Jahr) vermehren. So kommt es bei starkem Südwest-Wind dazu, dass viel Wasser in die nordöstliche Ostsee gedrückt wird und der Wasserstand in der westlichen Ostsee sinkt; gleichzeitig entsteht im Skagerrak ein Sturmhochwasser, und Nordseewasser läuft über die Beltsee in die Ostsee. Damit gelangen sowohl Salz als auch Sauerstoff in das Tiefenwasser der Ostsee. Gibt es über längere Zeit keinen neuen Zustrom, wird der Sauerstoff von den Organismen aufgebraucht. Es bildet sich giftiger Schwefelwasserstoff, der zum Beispiel Fischeier oder Larven abtötet.
Der Sauerstoffvorrat eines zusätzlichen Nordseewasser-Einflusses während stürmischer Perioden hält etwa ein bis drei Jahre vor. Der vorvorletzte solche Einbruch war 2003, der davor 1993. Noch in den 1970er Jahren fanden solche Ereignisse viel häufiger statt als heute. Im Winter 2014/2015 wurde der bis dahin drittumfangreichste Salzwassereinbruch seit 1880 beobachtet, als rund 4 Gigatonnen Salz in die westliche Ostsee gelangten, die größte Menge seit sechs Jahrzehnten. Das Sturmtief Zoltan bewirkte im Dezember 2023 erneut einen Salzwassereinbruch, der mit einem Wasseraustausch von ca. 100 Kubikkilometer Nordseewasser nicht nur die Beltsee erreichte, sondern auch die Darßer Schwelle überwinden konnte, so dass auch das eigentlich tote Gotland-Becken profitierte.

#### Größte Zuflüsse
Für die Größe der Flüsse, die in die Ostsee münden, ergibt sich ein unterschiedliches Bild, ob man sie nach dem mittleren Abfluss betrachtet, nach der nominellen Länge oder der hydrologischen Länge, also der Gewässerlänge von der entferntesten Quelle zur Mündung:
| Name      | Mittlerer Abfluss in m³/s | Länge in km                          | Einzugsgebiet in km² | Staaten                                                        | Längster Flussweg in km                                                        |
| --------- | ------------------------- | ------------------------------------ | -------------------- | -------------------------------------------------------------- | ------------------------------------------------------------------------------ |
| Newa      | 2500                      | 0074 (nominell) 0860 (hydrologisch)  | 281.000              | Russland, Finnland (Ladoga-Zufluss Vuoksi)                     | Suna (280) → Onegasee (160) → Swir (224) → Ladogasee (122) → Newa              |
| Weichsel  | 1080                      | 1047                                 | 194.424              | Polen, Zuflüsse: Belarus, Ukraine, Slowakei                    |                                                                                |
| Düna      | 0678                      | 1020                                 | 087.900              | Russland (Quelle), Belarus, Lettland                           |                                                                                |
| Memel     | 0678                      | 0937                                 | 098.200              | Belarus (Quelle), Litauen, Russland                            |                                                                                |
| Kemijoki  | 0556                      | 0550 (Hauptstrom) 0600 (Flusssystem) | 051.127,3            | Finnland, Norwegen (Quelle des Ounasjoki)                      | längerer Nebenfluss Kitinen                                                    |
| Oder      | 0540                      | 0866                                 | 118.861              | Tschechien (Quelle), Polen, Deutschland                        |                                                                                |
| Lule älv  | 0506                      | 0461                                 | 025.240              | Schweden                                                       |                                                                                |
| Narwa     | 0415                      | 0077 (nominell) 0652 (hydrologisch)  | 056.200              | Russland (Quelle der Welikaja), Estland                        | Welikaja (430) → Peipussee (145) → Narwa                                       |
| Torne älv | 0388                      | 0520 (nominell) 0610 (hydrologisch)  | 040.131,4            | Norwegen (Quellen oberhalb des Torneträsk), Schweden, Finnland | Válfojohka → Kamajåkka → Abiskojåkka (zus. 45) → Torneträsk (55,5) → Torne älv |

### Gliederung unter Berücksichtigung des Bodenreliefs

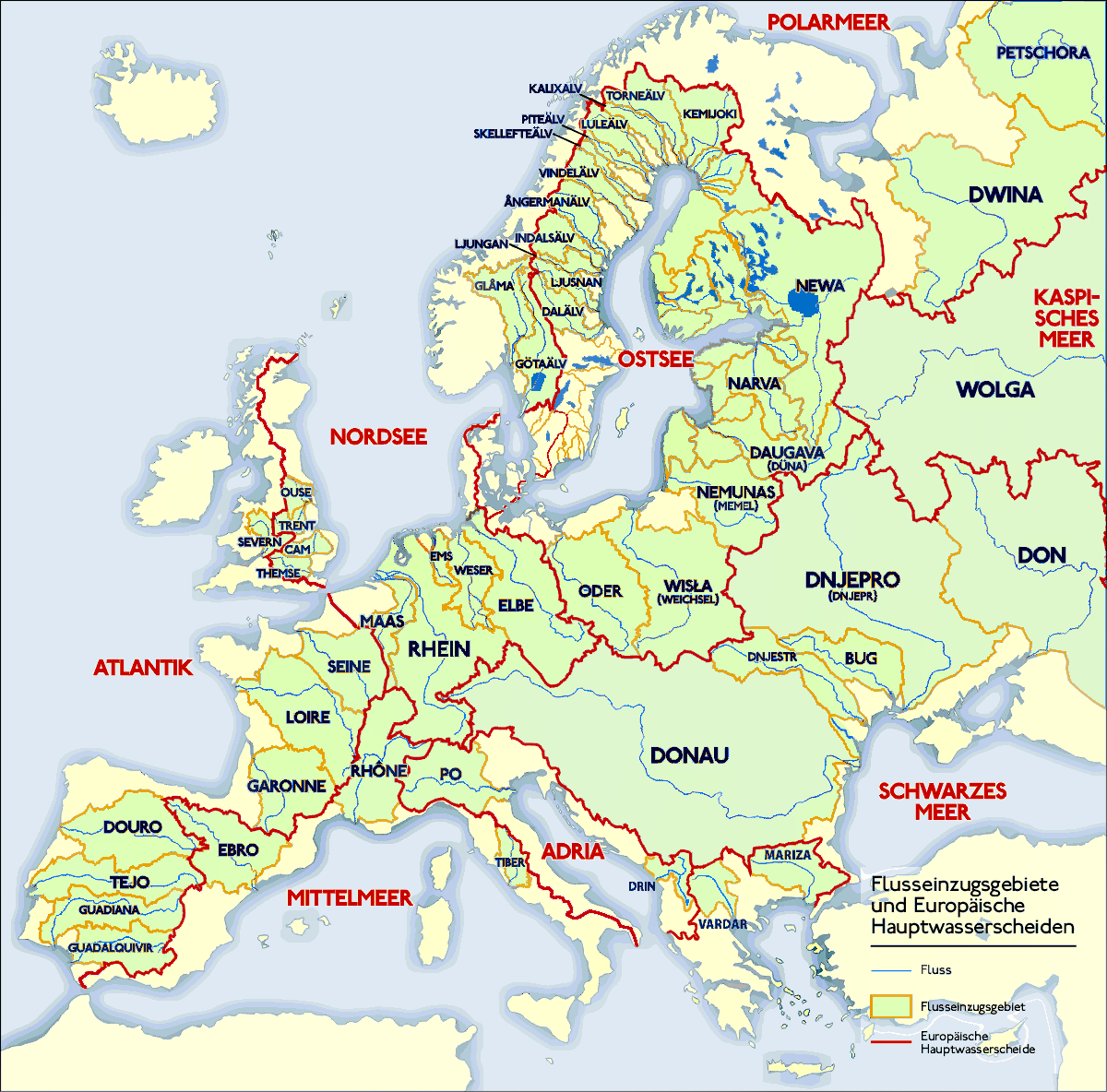
Einzugsgebiete und Hauptwasserscheiden

Landhöhen und Flüsse ohne Wasserscheiden der unmittelbaren angrenzenden Flüsse (Wassereinzugsgebiete)

#### Erläuterung
Eine 2004 von Schweden veröffentlichte Gliederung orientiert sich stark am Bodenrelief des Meeres.
Die Ostsee besteht aus verschiedenen Becken und Meeresbuchten, die durch Meerengen miteinander verbunden und durch Inseln voneinander getrennt sind. Dazu kommen spezielle Küstengewässer wie die Förden, die Fjärde, die Haffe und die Bodden. In Übergangsbereichen am Eingang und zwischen den größeren Meeresteilen gibt es Überlappungen:

#### Kattegat

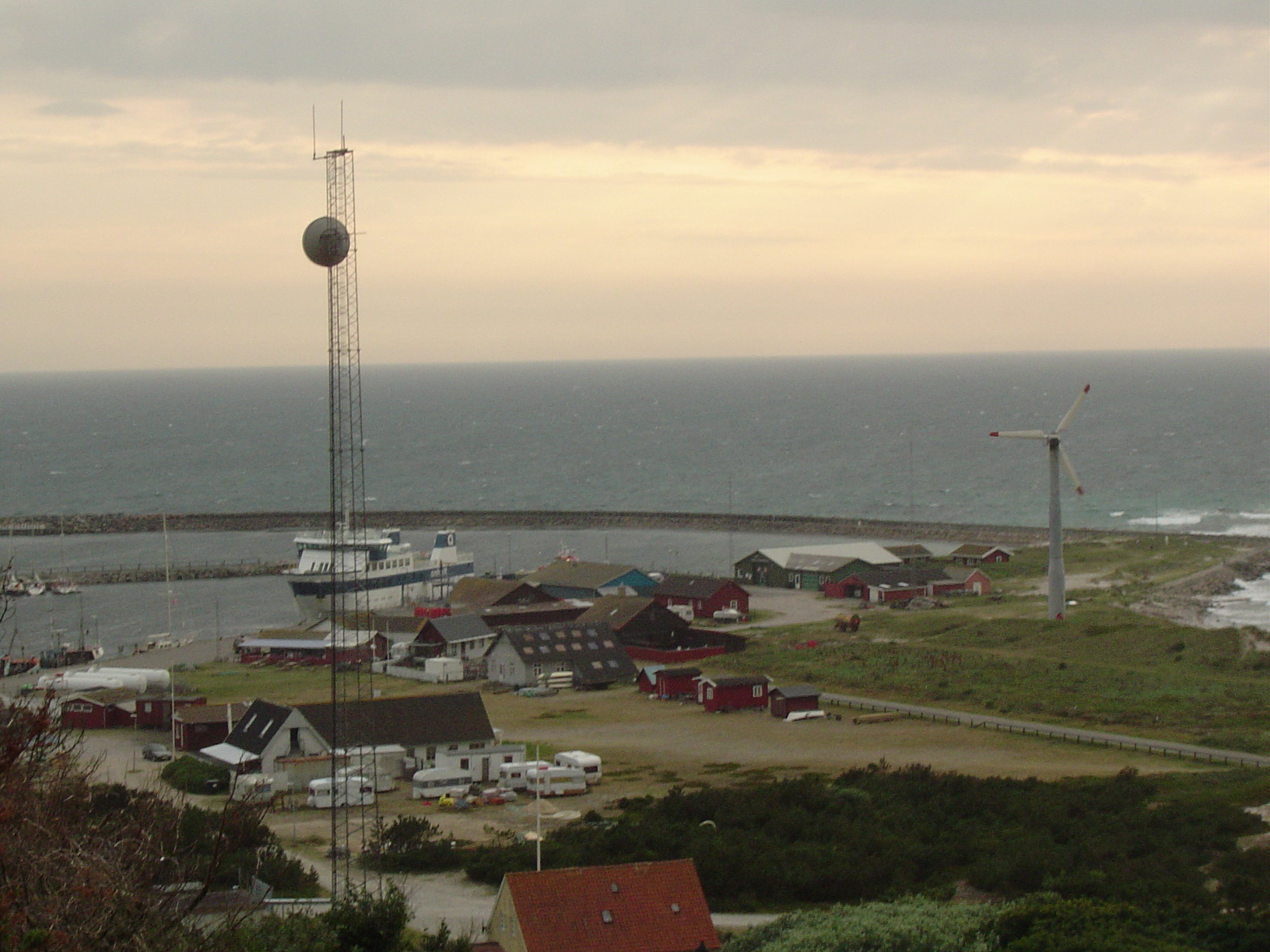
Hafen der Insel Anholt

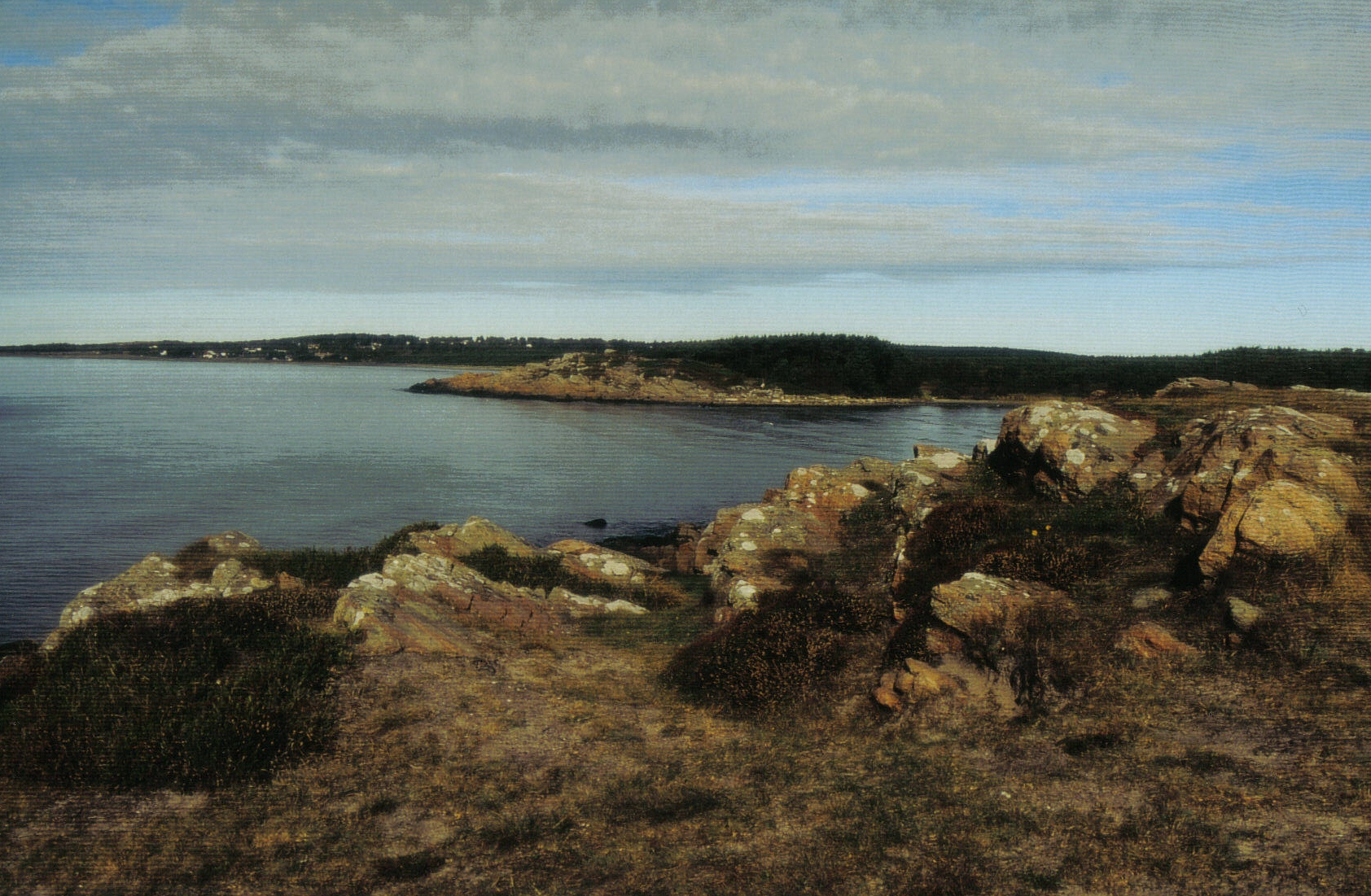
Schwedische Westküste bei Halmstad

Das 22.000 km² große Kattegat wird von den Anrainern zumeist als eigenständiges Meeresgewässer betrachtet. Im Gegensatz zur Ostsee ist es ozeanografisch, biologisch, verkehrstechnisch und historisch kein Binnenmeer. Weil es der Zugang zur Ostsee ist, wird es in manchen Zusammenhängen zusammen mit der Ostsee behandelt. In anderen Zusammenhängen ist es eines der Randgewässer der Nordsee.
Der Süden des Kattegat wird auch der Beltsee zugerechnet.
Meeresstraßen:
- Limfjord
- Öresund nördlich der Drogden-Schwelle

Große Meeresbuchten:

Norden→Süden→Osten
- Ålbæk Bucht
- Aalborg Bucht
- Djernæs Bucht

auch der Beltsee zugerechnet:
- Århusbucht
  - Kalø Vig
- Sejerø-Bucht

Kleinere Buchten, Förden:

Norden→Süden→Osten
- Mariagerfjord
- Randers Fjord
- Isefjord
  - Roskilde-Fjord
- Älvefjord
- Kungsbackafjord
- Laholmsbucht
- Skälderwiek

Flüsse:

Westen→Osten→Norden
- Gudenå
- Lagan
- Nissan
- Ätran
- Göta älv

(Da die dänischen Meerengen oben einen Süßwasserstrom in Richtung Kattegat und darunter einen Salzwasserstrom in Richtung Ostsee aufweisen, gelangt kaum Wasser aus diesen Flüssen in die Ostsee.)
Große Inseln:
- Læsø
- Samsø
- Seeland (Abgrenzung zu
 Eigentlicher Ostsee u. ggf. Beltsee)

 Kleinere Inseln
- siehe Inselwelt

#### Südliches Kattegat / Nördliche Beltsee
Meeresstraßen:
- Samsöbelt

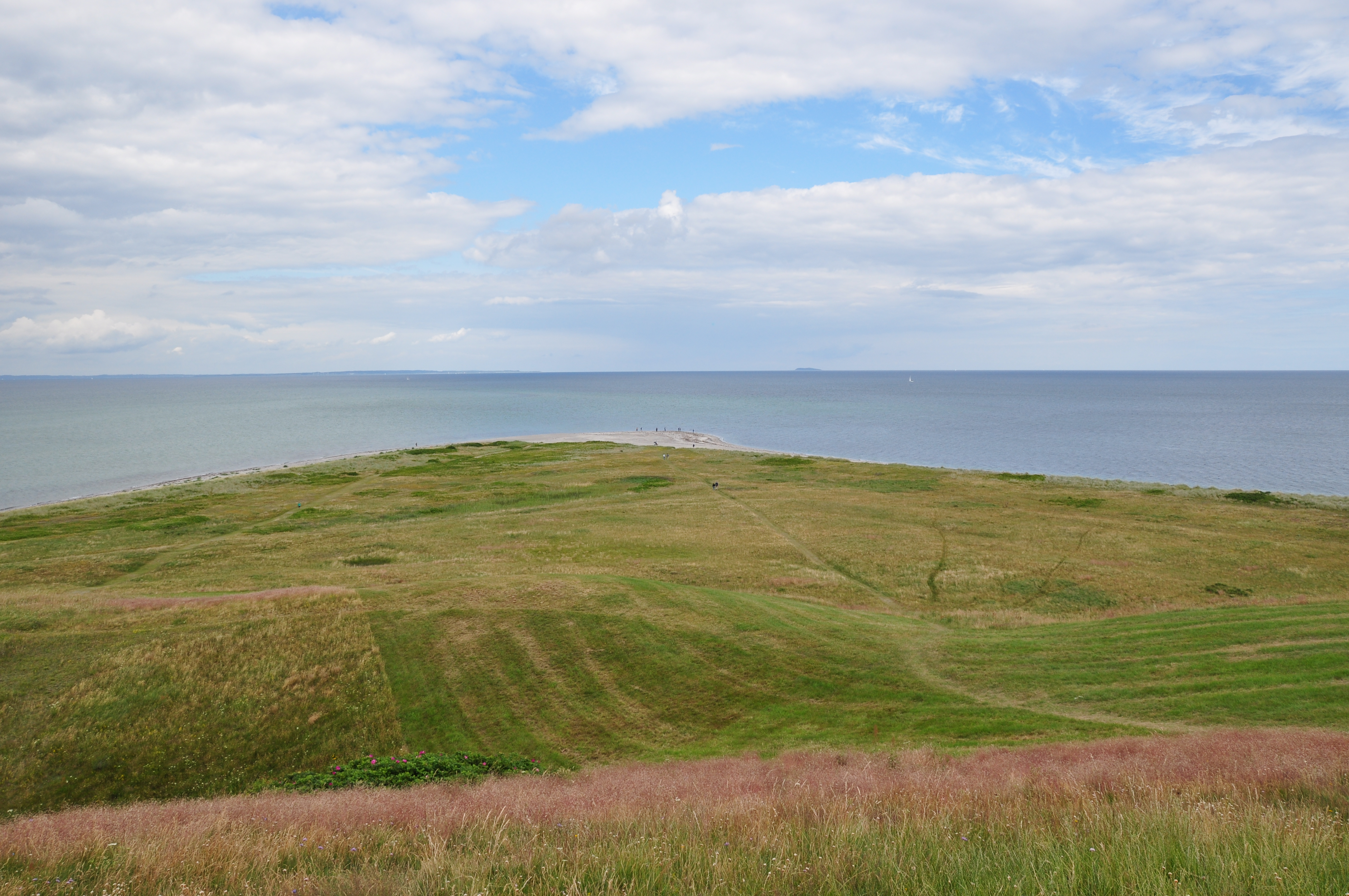
Blick von Samsø zur Halbinsel Helgenæs im Süden von Djursland

- Kleiner Belt nördlich von Middelfart
- Großer Belt nördlich von Nyborg

Große Meeresbuchten:

Norden→Süden→Osten
- Århusbucht
  - Kalø Vig
- Sejerøbugt

Kleinere Buchten, Förden:

Norden→Süden→Osten
- Ebeltoftvik
- Horsens Fjord
- Vejle Fjord
- Odense Fjord
- Kalundborg Fjord
- Jammerland Bucht
- Musholm Bucht

Große Inseln:
- Fünen
- Seeland (Abgrenzung zu
 Eigentlicher Ostsee u. ggf. Beltsee)

 Kleinere Inseln
- siehe Inselwelt

#### Beltsee
Die etwa 8000 km² große Beltsee, auch Westliche Ostsee genannt, umfasst die Meeresgewässer westlich von Seeland, Falster und der sich zwischen dieser Insel und der deutschen Küste bei Rostock erstreckenden Darßer Schwelle. Hier liegen die engsten Stellen des Eingangsbereichs der Ostsee. Das Meer ist hier durch Inseln in ein Netz von Meerengen und Buchten geteilt, die mit der übrigen Ostsee kaum enger verbunden sind als mit dem Kattegat. Die mittlere Salzkonzentration im Wasser der Beltsee ist mehr als doppelt so hoch wie in den östlich angrenzenden Becken. Zwischen den nördlicher und südlicher gelegenen Teilen dieses Übergangsbereichs zwischen Kattegat und Ostsee gibt es ebenfalls erhebliche Unterschiede. Daher werden die nördlichen Teile gleichzeitig dem Kattegat zugerechnet, die südlichen gleichzeitig der „eigentlichen“ Ostsee.

#### Südliche Beltsee / westliche Eigentliche Ostsee
Meerengen:
- Großer Belt südlich von Nyborg
  - Langelandsbelt

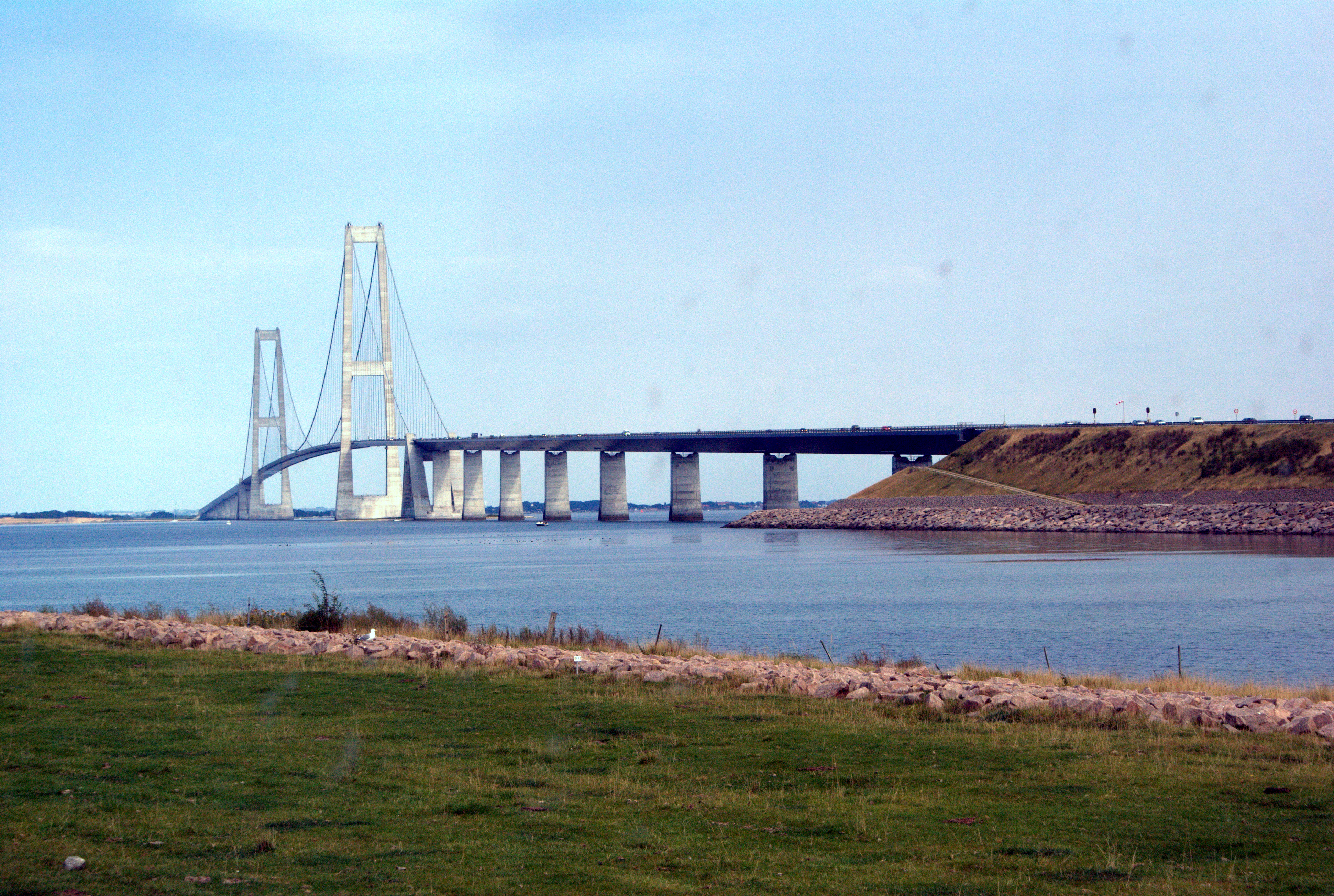
Storebæltsbroen

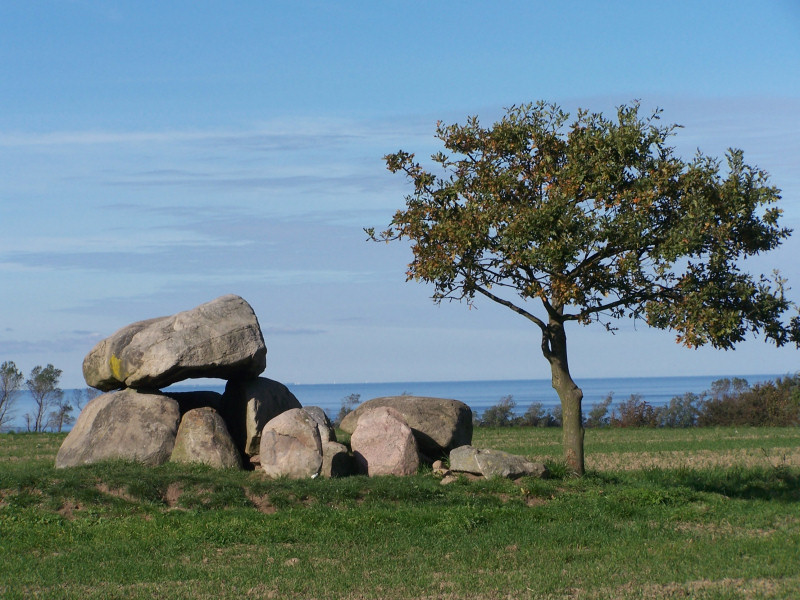
Großsteingrab östlich von Rerik

- Kleiner Belt südlich von Middelfart
  - Alsenbelt
- Als Sund
- Fehmarnbelt
- Fehmarnsund
- Guldborgsund

Meeresbuchten, Förden:
- Smålandsfarvandet
- Koldingfjord
- Als Fjord
- Kieler Bucht:
  - Flensburger Förde:
    - Geltinger Bucht
    - Wenningbund

  - Eckernförder Bucht
  - Hohwachter Bucht
  - Kieler Förde
  - Schlei
- Mecklenburger Bucht:
  - Lübecker Bucht
    - Neustädter Bucht
    - Boltenhagener Bucht
    - Wismarer Bucht
      - Salzhaff

    - Traveförde mit Pötenitzer Wiek

  - Unterwarnow

Flüsse:
- Trave
- Warnow

Große Inseln:

alphabetisch sortiert
- Falster (Abgrenzung)
- Fehmarn
- Fünen (Abgrenzung)
- Langeland
- Lolland
- Seeland (Abgrenzung)

#### Eigentliche Ostsee
Die eigentliche Ostsee reicht im weiteren Sinne von der deutschen Ostseeküste, im engeren Sinne von der Linie Falster–Darß im Westen (Darßer Schwelle) bis etwa zur Linie Stockholm–Åland–nordwestliches Estland im Nordosten. Zu den nicht eingeschlossenen Meeresbuchten im Osten gehört außer dem Bottnischen und dem Finnischen auch der Rigaer Meerbusen. Nach dem Relief des Meeresgrundes wird die eigentliche Ostsee in mehrere Becken unterteilt. Deren westlichste gehören gleichermaßen auch zur Beltsee: Südlicher Kleiner Belt, Kieler Bucht, Südlicher Großer Belt und Mecklenburger Bucht. Östlich der Darßer Schwelle erstreckt sich rund um Rügen bis zur Linie Sandhammaren (Schonen) – Bornholm – Wolin die Arkonasee, die mithin auch den Westteil der Pommerschen Bucht umfasst. Zwischen Bornholm im Westen, der Stolper Schwelle im Osten und der Küste Blekinges im Norden erstreckt sich das Bornholmbecken. Rund um Gotland unterscheidet man das Nordgotlandbecken nördlich der kleinen Insel Gotska Sandön, das Westgotlandbecken mit dem Landsorttief zwischen Gotska Sandö, Gotland und der schwedischen Küste, sowie das Ostgotlandbecken mit dem Gotlandtief zwischen der großen Insel, Saaremaa (Ösel), Kurland und Hinterpommern. Südöstlich daran schließt sich die Danziger Bucht an; als Meeresbecken wesentlich größer definiert als anhand der Küstenverläufe, reicht sie bis an die Linie zwischen Rozewie (Rixhöft) zum Süden der lettischen Küste.
Meeresbuchten, Förden:

Alphabetisch sortiert
- Danziger Bucht
- Faksebucht
- Grabow-Saaler Bodden
- Jasmunder Bodden:
  - Großer Jasmunder Bodden
  - Kleiner Jasmunder Bodden
- Kögebucht
- Kubitzer Bodden
- Pommersche Bucht:
  - Greifswalder Bodden
  - Stettiner Haff (Oderhaff)
- Hanöbucht
- Stegebucht

Meerengen:

alphabetisch sortiert
- Dievenow (Dziwna)
- Grönsund
- Kadetrinne
- Kalmarsund
- Ålands-See (Ålandsee)

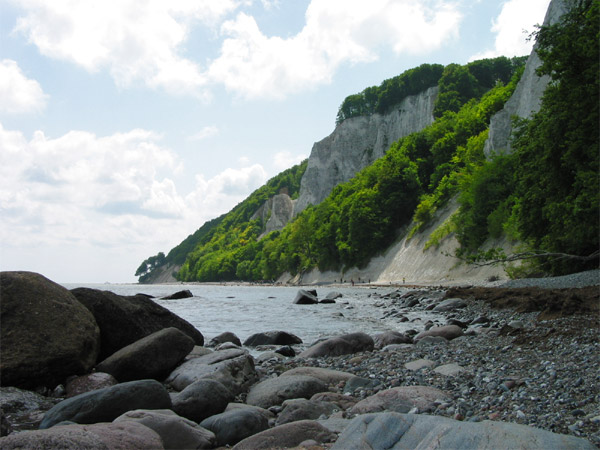
Kreidefelsen an der Nordküste der größten deutschen Insel: Rügen

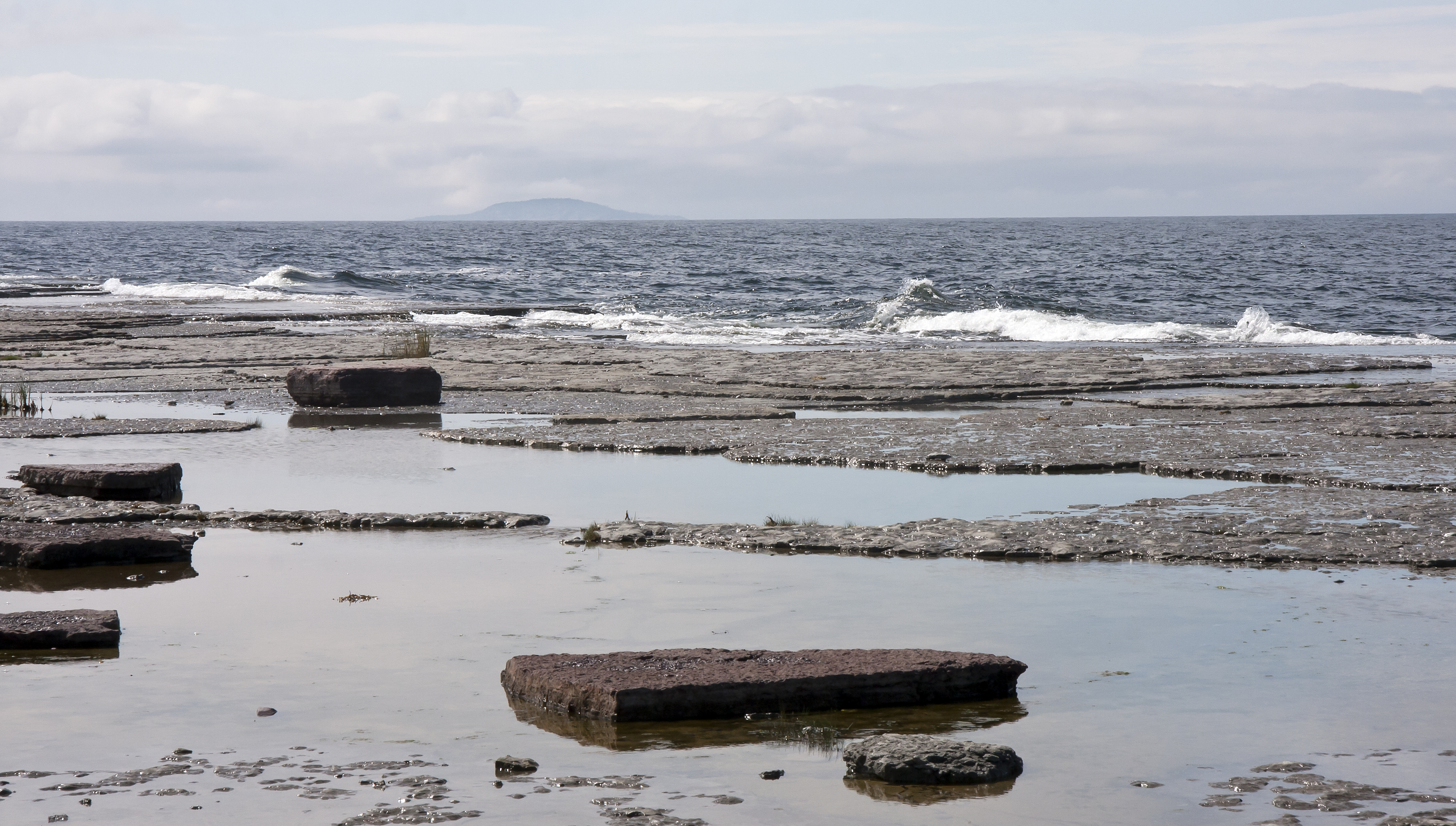
Steinstrand Neptuni åkrar in Öland

- Moon-Sund nördlich des Tähvanina Näs
- Sele-Sund westlich des Pammana Näs
- Irbenstraße
- Öresund südlich der Drogden-Schwelle
- Strelasund
- Peenestrom
- Swine (Swina)
- Ulvsund

Große Flüsse:

alphabetisch sortiert
- Memel
- Motala ström
- Oder
- Pregel
- Weichsel

Inseln und Inselgruppen:

alphabetisch sortiert
- Bornholm
- Fårö
- Gotland
- Hiddensee
- Møn
- Öland
- Rügen
- Saaremaa (Abgrenzung zum Rigarer Meerbusen)
- Stockholmer Schärengarten
- Seeland (Abgrenzung)
- Usedom
- Wollin
- Weitere – siehe #Inselwelt

Markante Halbinseln:

alphabetisch sortiert
- Frische Nehrung (Mierzeja Wiślana)
- Halbinsel Hela
- Kurische Nehrung

#### Rigaer Meerbusen

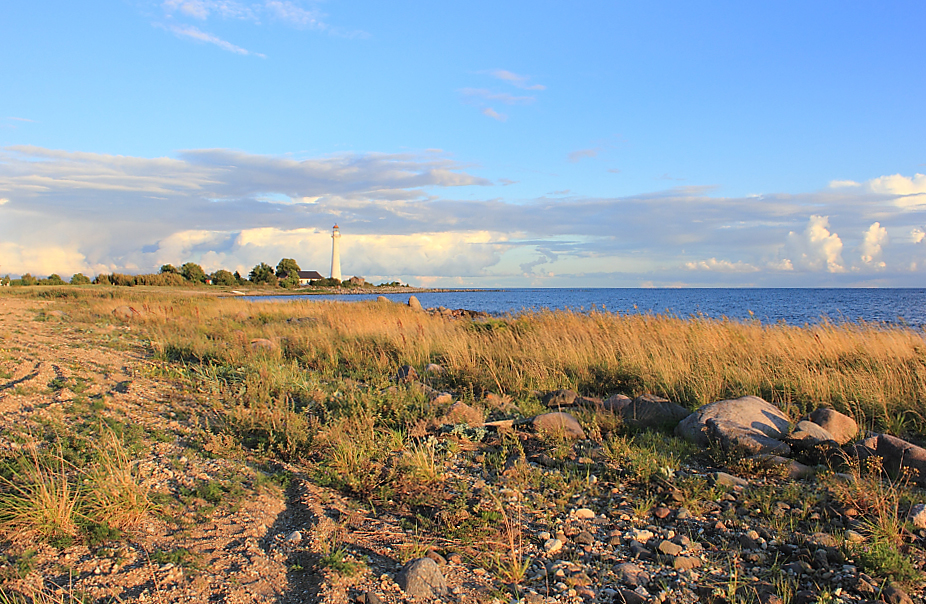
Strand der Insel Kihnu

Der Rigaer Meerbusen oder Rigaischer Meerbusen zwischen Kurland und dem estnischen Väinameri-Archipel kann auch als Östliche Ostsee bezeichnet werden.
Meeresbuchten:
- Rigaer Bucht
- Pärnu Laht (Pärnu-Bucht)

Meerengen:
- Hari kurk (Moon-Sund)
- Soela väin (Wose-Sund)
- Voosi kurk (Moon-Sund)

Inseln:
Abgrenzung zur Eigentlichen Ostsee
- Saaremaa
- Hiiumaa
- Vormsi

weitere
- Muhu
- Kihnu
- Abruka
- Ruhnu

Flüsse:
- Düna
- Pärnu
- Kasari

#### Finnischer Meerbusen

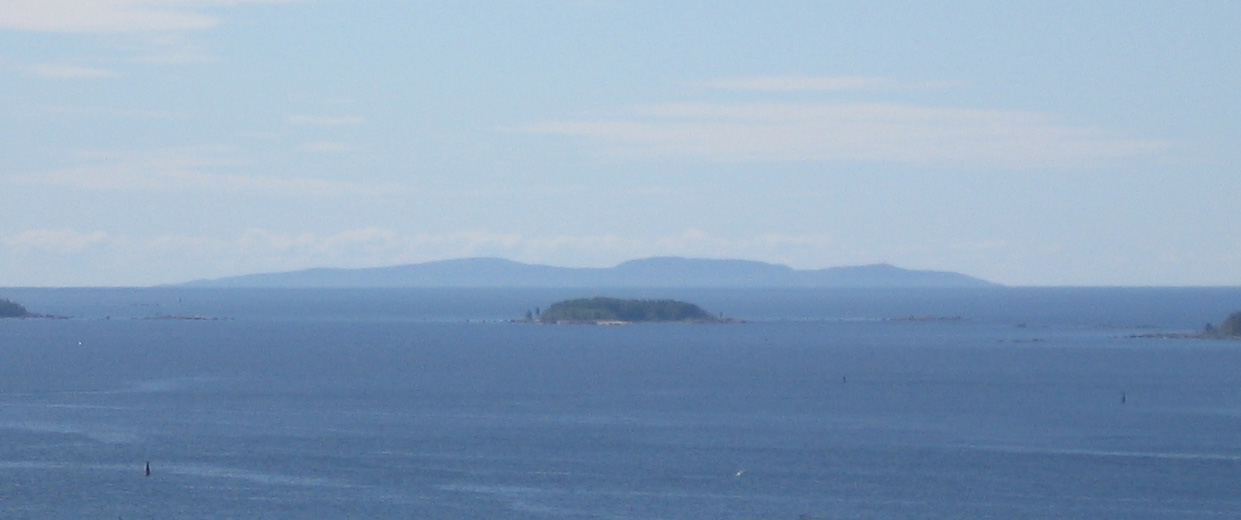
Blick von Kotka in Finnland auf die Insel Gogland, die auf halbem Weg zwischen Estland und Finnland liegt

Der Finnische Meerbusen zwischen Estland, Finnland und Russland kann auch als Nordöstliche Ostsee bezeichnet werden.
Meeresbuchten:
- Narwa-Bucht
- Newabucht
- Wyborger Bucht

Meerengen:
- Nordkanal (nördlich von Kronstadt (Russland))
- Südkanal (südlich von Kronstadt)

Flüsse:
- Finnland:
  - Kymijoki
  - Vantaanjoki
  - Porvoonjoki
- Russland:
  - Newa
- Estland, Russland:
  - Narva

Inseln und Inselgruppen:
- Kotlin
- Hochland
- Birkeninsel
- Naissaar
- Weitere – siehe Inselwelt

#### Nördliche Ostsee

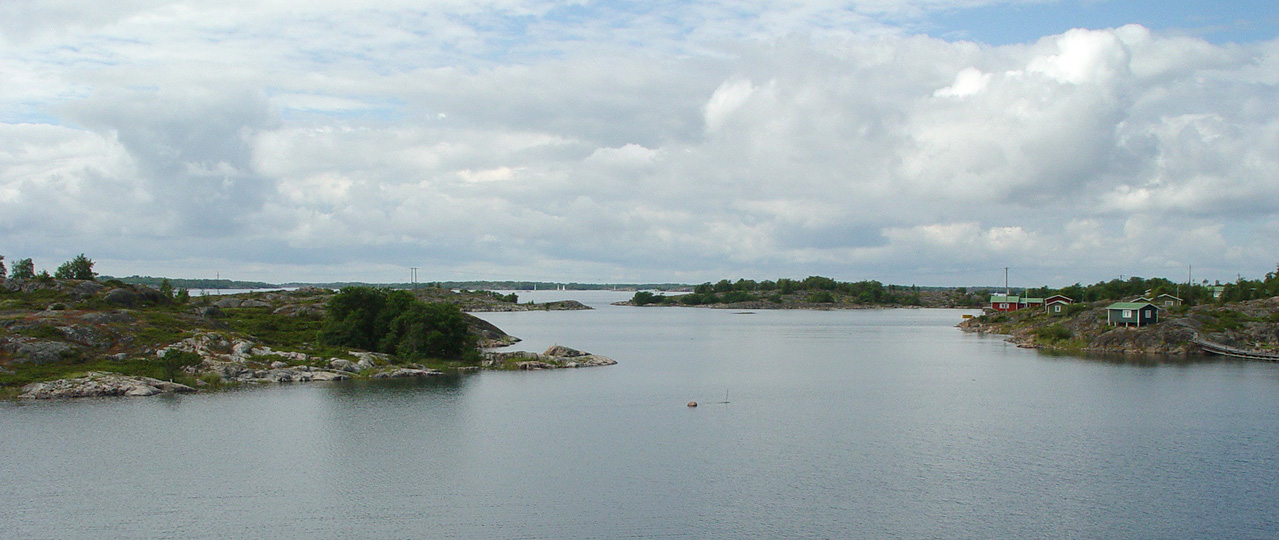
Ålandinseln

Die Nördliche Ostsee von Åland nordwärts zwischen Finnland und Schweden wird auch als Bottnischer Meerbusen bezeichnet.
Meeresteile und Meerengen:
zwischen Eigentlicher und Nördlicher Ostsee geteilt
- Ålandsee zwischen Åland und der schwedischen Küste
- Schärenmeer zwischen Åland und der finnischen Küste

Nördliche Ostsee im engeren Sinne
- Bottensee
- Kvarken (trennt Bottensee von Bottenwiek)
- Bottenwiek

Große Flüsse:

alphabetisch sortiert
- Ångermanälven
- Gavleån
- Indalsälven
- Kalixälven
- Kemijoki
- Ljusnan
- Lule älv
- Muonio älv
- Piteälven
- Skellefte älv
- Torne älv
- Ume älv

Inseln und Inselgruppen:

alphabetisch sortiert
- Große Inseln:
  - Åland
  - Alnön
  - Gräsö
  - Karlö (finn. Hailuoto)
  - Vallgrund
- Weitere – siehe #Inselwelt

### Nautische Vereinbarung 2014
Auf der 19. Konferenz der BSHC (Baltic Sea Hydrographic Commission) vom 10.–12. Juni 2014 wurde eine neue Einteilung der Ostsee vereinbart, die das Kattegat einbezieht, aber wiederum als Eingangsbereich. Nach Auskunft der deutschen Teilnehmer der Konferenz orientiert sich die Vereinbarung allein an nautischen Belangen, nicht an ökologischen. Daher wurde das Bodenrelief bei dieser Einteilung kaum berücksichtigt. Gar keine Rolle spielte, welcher Süßwassereintrag aus dem Binnenland in welche Seegewässer gelangt.
Unter dem Gesamtgebiet der Ostsee werden weitere Stufen unterschieden:
- die zweite Stufe Subareas (Central Baltic Sea and main Gulfs)
- die dritte Stufe Detailed Subareas

Systematik:
- Baltic Entrances (vom Breitengrad von Skagen bis zur Linie Als(-en) – Ærø – Fyn (Fünen) – Langeland – Lolland – Falster – Møn – Falsterbo in Südschweden)
  - Kattegat (nördlich der Linie Fredericia – Nordküste Fünens – Hindsholm – Asnæs bei Kalundborg – Helsingør)
  - Kleiner Belt
  - Großer Belt (einschließlich Smålandsfarvandet)
  - Öresund
- Zentrale Ostsee (Central Baltic Sea) (hinter der o. g. Linie Alsen–Falsterbo, ausgenommen Gulf of Riga, Gulf of Finland und Gulf of Bothnia)
  - Westliche Ostsee (Western Baltic) (westlich der Linie Falsterbo – Kap Arkona)
  - Südliche Ostsee (Southern Baltic) (zwischen dieser Linie im Westen und dem Längengrad von Czołpino (zu Smołdzino) an der pommerschen Küste im Osten)
  - Südöstliche Ostsee (zwischen diesem und der Ostküste von Samland bis Liepāja)
  - Danziger Bucht (südlich der Linie zwischen der Wurzel [!?] der Halbinsel Hel der Nordwestecke Samlands)
  - Mittlere Ostsee (Middle Baltic) (zwischen dem Breitengrad von Kalmar im Süden und dem von Gotska Sandön im Norden)
  - Nördliche Ostsee (Northern Baltic) (nördlich der Gotska Sandö, südlich und westlich der Linie Kapellskär (S) – Hanko (FIN) – Spithami (EST) und westlich der estnischen Inseln)
  - Väinameri (Zwischen den estnischen Inseln Hiiumaa und Saaremaa und dem vorspringenden Teil der estnischen Westküste)
- Rigaer Meerbusen (Gulf of Riga) (südlich des Väinameri östlich der Linie zwischen der Halbinsel Sõrve der Insel Saaremaa und Ovīši an der lettischen Küste)
- Finnischer Meerbusen (östlich der Linie Hanko – Spithami (EST))
- Bottnischer Meerbusen (Gulf of Bothnia) (nördlich der Linie Kapellskär (S) – Hanko (FIN))
  - Ålandsee (Åland Sea) (westlich von Åland)
  - Archipelsee (Archipelago Sea) (östlich von Åland)
  - Bottnische See (Bothnian Sea) (zwischen der Linie Hållnäs (S) – Kustavi (FIN) und der Linie Kråken (S) – Korsnäs (FIN))
  - Kvarken (The Quark) (nördlich anschließend bis zur Linie Nyhamnsfjärden (S) – Halbinsel Kalvholmen in Vörå (FIN))
  - Bottenwiek (Bothnian Bay)

## Ökologie

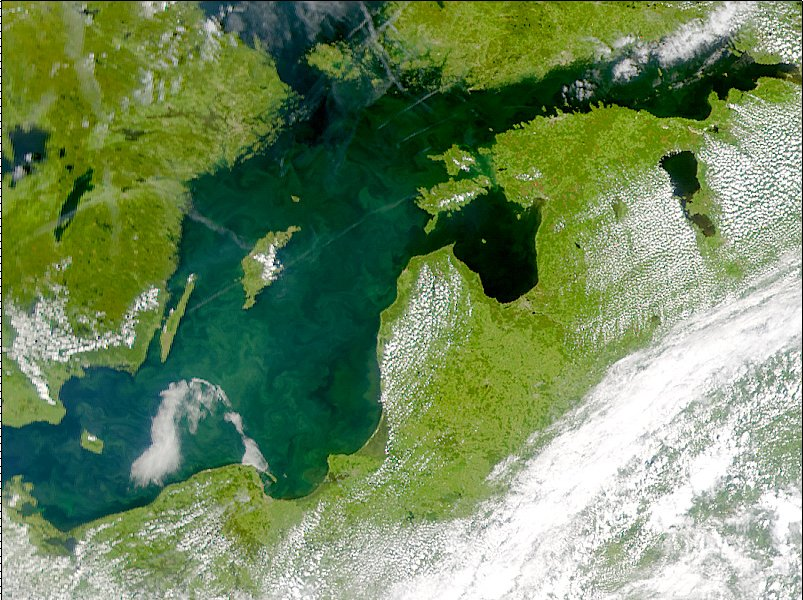
Phytoplankton-Blüte in der Ostsee, 3. Juli 2001

Ungefähr 20 Prozent der Böden der Kern-Ostsee – zwischen Dänemark und den Åland-Inseln – gehören inzwischen zu den sogenannten „Todeszonen“, in denen aufgrund Sauerstoffmangels kein Leben außer anaeroben Organismen existiert. Dies ergaben Messungen des schwedischen Meteorologischen Instituts im Jahr 2008. Andere Berichte bezeichneten ein Sechstel (70.000 km² der rund 412.500 km² großen Ostsee) als lebensfeindliche Gebiete.
Ursache ist, dass hauptsächlich aus der Landwirtschaft Phosphor- und Stickstoff-Verbindungen in die Ostsee gelangen. Phosphor und Stickstoff sind Düngerstoffe. Sie fördern das Algenwachstum; die Zersetzung toter Algen lässt den Sauerstoffgehalt sinken. Wasser mit höherem Salzgehalt und dadurch bedingt höherem spezifischem Gewicht bleibt auf dem Meeresgrund, isoliert vom Oberflächenwasser und der Atmosphäre. 
In den Todeszonen leben nur anaerobe Bakterien; sie zersetzen organische Substanz und setzen dabei Schwefelwasserstoff frei. Eine Anreicherung mit Sauerstoff findet überwiegend durch Herbst- und Winter-Stürme aus westlichen Richtungen statt, die salziges und sauerstoffreicheres Wasser aus der Nordsee in die Ostsee transportieren.
Der Ostseerat beschäftigt sich mit dem Thema.
Auch wurden bei Untersuchungen in den Jahren 1980/1981 im Bereich der westlichen und mittleren Ostsee auf zwei Fahrten Wasserproben aus verschiedenen Tiefen zur Untersuchung auf ihren Gehalt an künstlichen Radionukliden entnommen. Die Ergebnisse zeigen, dass der Gehalt an dem Radionuklid 137Cs im Tiefenwasser bzw. in der westlichen Ostsee durchweg höher war (zwischen 19 und 107 mBq/l) als die Konzentration im Oberflächenwasser bzw. in der mittleren Ostsee (15–60 mBq/l). Das Isotop ist in dieser Konzentration vollkommen unbedenklich, eignet sich aber dazu, das Strömungsverhalten der Ostsee genauer zu untersuchen.
Siehe auch weiter unten: Munitionsentsorgung in der Ostsee

## Tierwelt
Die Fischbestände leiden außer unter dem Sauerstoffmangel und den Schadstoffeinträgen auch unter Überfischung. Die Situation des Herings und des Dorschs ist in der Ostsee deutlich schlechter als in der Nordsee. Darum einigte sich die EU 2008 und 2019 auf eine Herabsetzung der Fangquoten. Im Greifswalder Bodden geht die Larvenproduktion der Heringe seit 2004 kontinuierlich zurück. Möglicherweise sorgt auch die durch den Klimawandel veränderte Phänologie für einen stetigen Rückgang der Heringbestände. Der Dorsch laicht beispielsweise in etwa 60 Metern Tiefe, wo die Salzkonzentration optimal für die Fischeier ist. Dort wird allerdings zunehmend eine signifikant wachsende Sauerstoffarmut registriert, die zur Folge hat, dass die Fischeier absterben. Der Bestand an Dorsch (Kabeljau) hat allerdings in den letzten Jahren wieder leicht zugenommen, bedingt durch einen Kaltwasserschub und ein besseres Einhalten der Fangquoten insbesondere durch polnische Fischer.

## Inselwelt
Die Ostsee ist reich an Inseln, Inselgruppen und -ketten sowie bewohnten und unbewohnten Eilanden. Eine exakte Zahl wird nicht genannt, weil die Definitionen auseinandergehen, wonach eine Insel und ein Eiland unterschieden werden. Im Folgenden werden die den Anrainerstaaten zugeordneten Inseln kurz dargestellt (ausführlich siehe das jeweilige Lemma).

### Dänemark
Die großen dänischen Inseln Seeland und Fünen trennen die Ostsee vom Kattegat. Seeland trägt die dänische Hauptstadt Kopenhagen (København), ist die größte Insel des Königreichs und inzwischen durch die Öresundbrücke und den Drogdentunnel mit dem südschwedischen Schonen (das bis 1658 zu Dänemark gehörte) und durch die Großer-Belt-Querung mit der drittgrößten dänischen Insel Fünen verbunden. Etwa 150 Kilometer südöstlich von Kopenhagen liegt die dänische Insel Bornholm.
Die dänischen Inseln Seeland und Fünen sind wesentlich dichter besiedelt als die Halbinsel Jütland, die die Beltsee und Kattegat nach Westen begrenzt. Die meisten Inseln liegen im Segelrevier der dänischen Südsee. Dort befinden sich größere Inseln wie Lolland, Falster, Møn, Langeland, Ærø und Alsen. Nordöstlich von Bornholm besitzt das Land mit Christiansø seinen östlichsten Außenposten.
Zu den kleinsten bewohnten dänischen Ostseeinseln gehören die Ochseninseln in der Flensburger Förde. Sie liegen unmittelbar an der deutsch-dänischen Grenze.

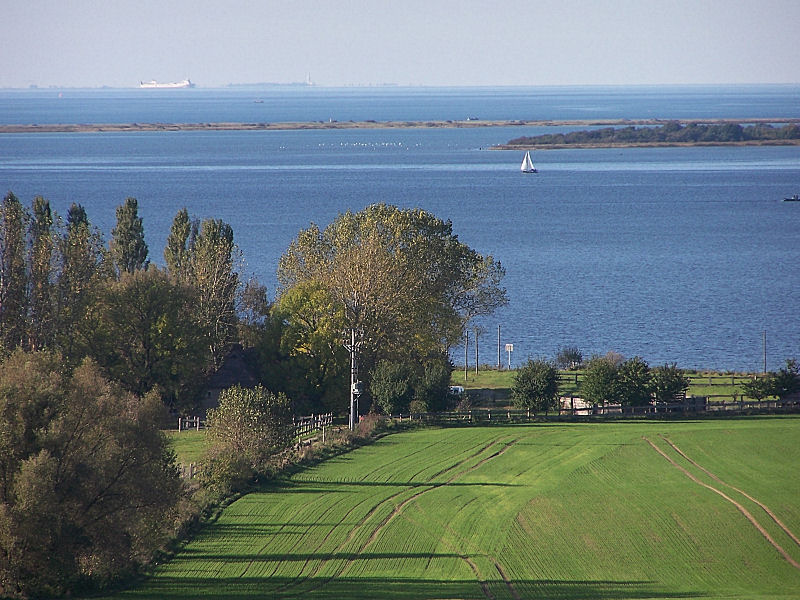
Blick vom Scharberg am Salzhaff über die Mecklenburger Bucht nach Fehmarn

### Deutschland
Zu Deutschland gehören die großen Ostseeinseln Fehmarn und Rügen sowie Usedom, das auch zu einem kleinen Teil zu Polen gehört.
Fehmarn liegt vor der Halbinsel Wagrien an der Lübecker Bucht und ist mit dem Festland über die Fehmarnsundbrücke als Teil der Vogelfluglinie verbunden. Zurzeit wird ein Tunnel als feste Fehmarnbeltquerung zwischen Puttgarden und dem dänischen Rødby gebaut, so dass das Brücken- und Tunnelnetz auf dem Weg von Mitteleuropa nach Skandinavien komplettiert wäre.
Rügen, die größte deutsche Insel, ist über den Rügendamm und die Rügenbrücke (zweite Strelasundquerung) bei Stralsund mit dem Festland verbunden. Rügen hat einige vorgelagerte Inseln, von denen Hiddensee die bekannteste ist.
Usedom, dessen Ostteil zu Polen gehört, besitzt wie Rügen eine reiche Gliederung in Halbinseln, außerdem existieren dort viele Seen.

### Estland
Estlands größte Insel, und gleichzeitig die größte Ostseeinsel des Baltikums ist Saaremaa (Ösel). Zweitgrößte estnische Insel ist Hiiumaa (Dagö). Daneben gibt es noch die Inseln Vormsi, Muhu, Naissaar, Vilsandi, Kihnu, Ruhnu und ca. 1500 weitere, kleinere Inseln.

### Finnland
Überblick

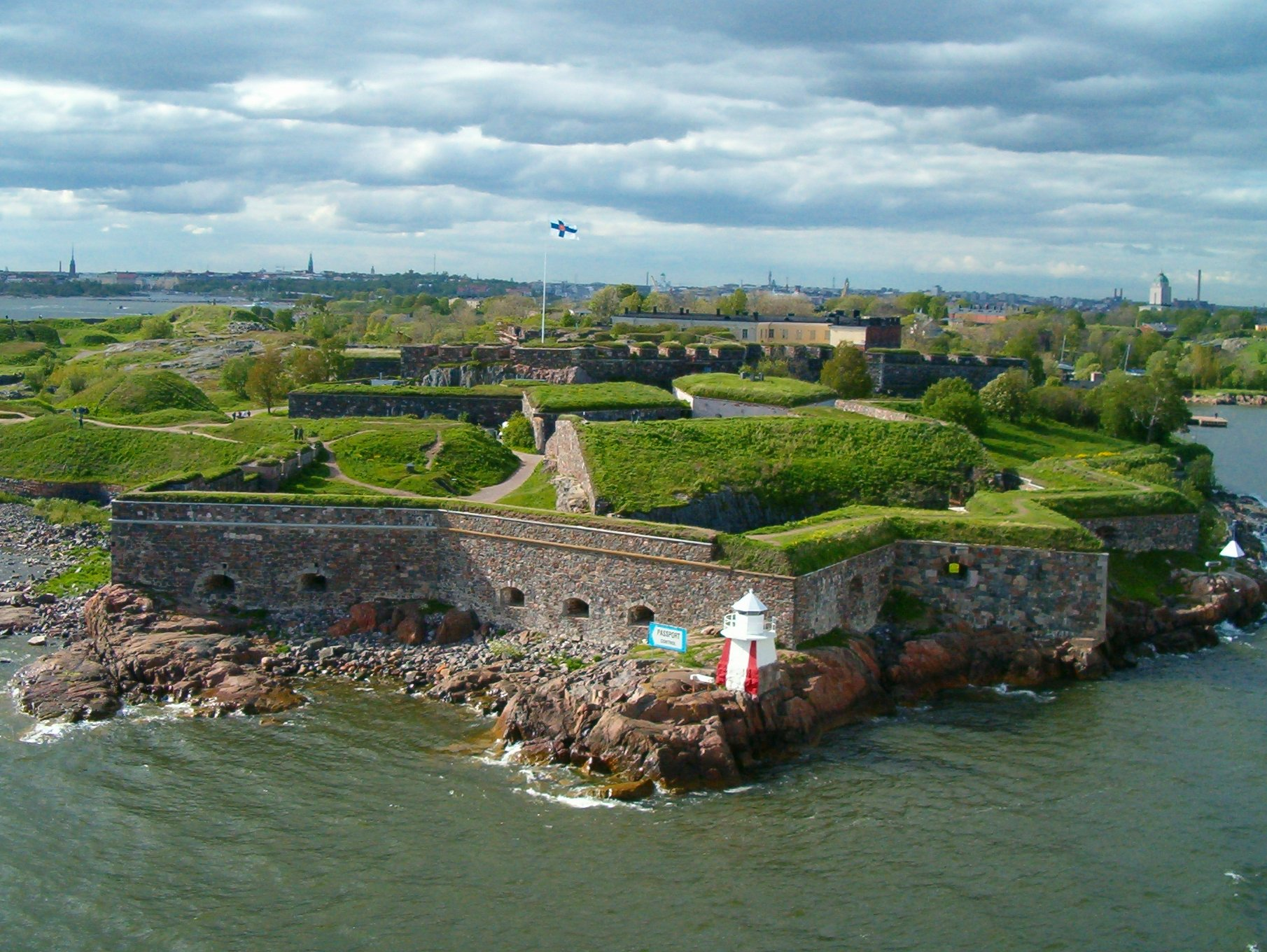
Die Festung Suomenlinna – auf fünf Inseln vor Helsinki gelegen

Die Zahl der finnischen Ostseeinseln und Eilande wird mit etwa 80.000 angegeben. In dieser Zahl sind die ca. 6.500 Inseln von Åland ebenso enthalten wie dessen Schären. Der Rest sind zumeist Schären, die nicht zu Åland gehören. Finnland besitzt also eine bedeutende Inselwelt in der Ostsee.
Die Festung Suomenlinna liegt auf den Inseln vor Helsinki. Mit dem Kvarken und dieser Festung hat Finnland zwei insulare Weltkulturerbe in der Ostsee.
Åland
Zwischen Schweden und Finnland liegt die zu Finnland gehörende, aber mit Autonomierechten ausgestattete schwedischsprachige Inselgruppe Åland, die aus über 6.500 Inseln besteht. 65 dieser Inseln sind bewohnt und beherbergen 30.359 Einwohner (Ende 2022).

### Lettland
Rund fünf Kilometer vor Kap Kolka befindet sich mit einer künstlichen Leuchtturm-Insel die einzige Insel der lettischen Ostsee.

### Litauen
Litauen hat keine Inseln in der offenen Ostsee, dafür aber im Kurischen Haff: Kiaulės Nugara (dt.: „Schweinerücken“) bei Klaipėda sowie Rusnė und einige andere im Memeldelta. Der litauische Teil der Kurischen Nehrung hat keine direkte Landverbindung zum übrigen Staatsgebiet. Von Klaipėda muss man mit der Fähre übersetzen. Pläne für eine Brücke stehen im Konflikt zum Status der Landzunge als Nationalpark und Weltkulturerbe und wurden daher bisher verworfen. Auf dem Landweg ist die Nehrung nur von der russischen Oblast Kaliningrad aus zu erreichen.

### Polen
Polen teilt sich Usedom mit Deutschland. Ganz zu Polen gehört die östliche Nachbarinsel Wollin. Daneben gibt es eine Reihe kleinerer Inseln im Stettiner Haff.

### Russland
Russland besitzt mit Kotlin vor Sankt Petersburg eine historisch wichtige Insel. Sie ist besser bekannt unter dem Namen Kronstadt der gleichnamigen Stadt und Festung.

### Schweden
Die zweitgrößte Ostseeinsel ist das schwedische Gotland. Hier wird ein recht eigenständiger Dialekt, das Gotländische, gesprochen. Wichtig ist auch die zweitgrößte schwedische Insel Öland. An Schwedens Küste liegen tausende kleiner Schären, die teilweise bewohnt sind.
Die Hauptstadt von Gotland, Visby, ist ebenso Weltkulturerbe wie die südliche Landschaft Ölands.

## Küsten

### Küstenformen
Entstehung

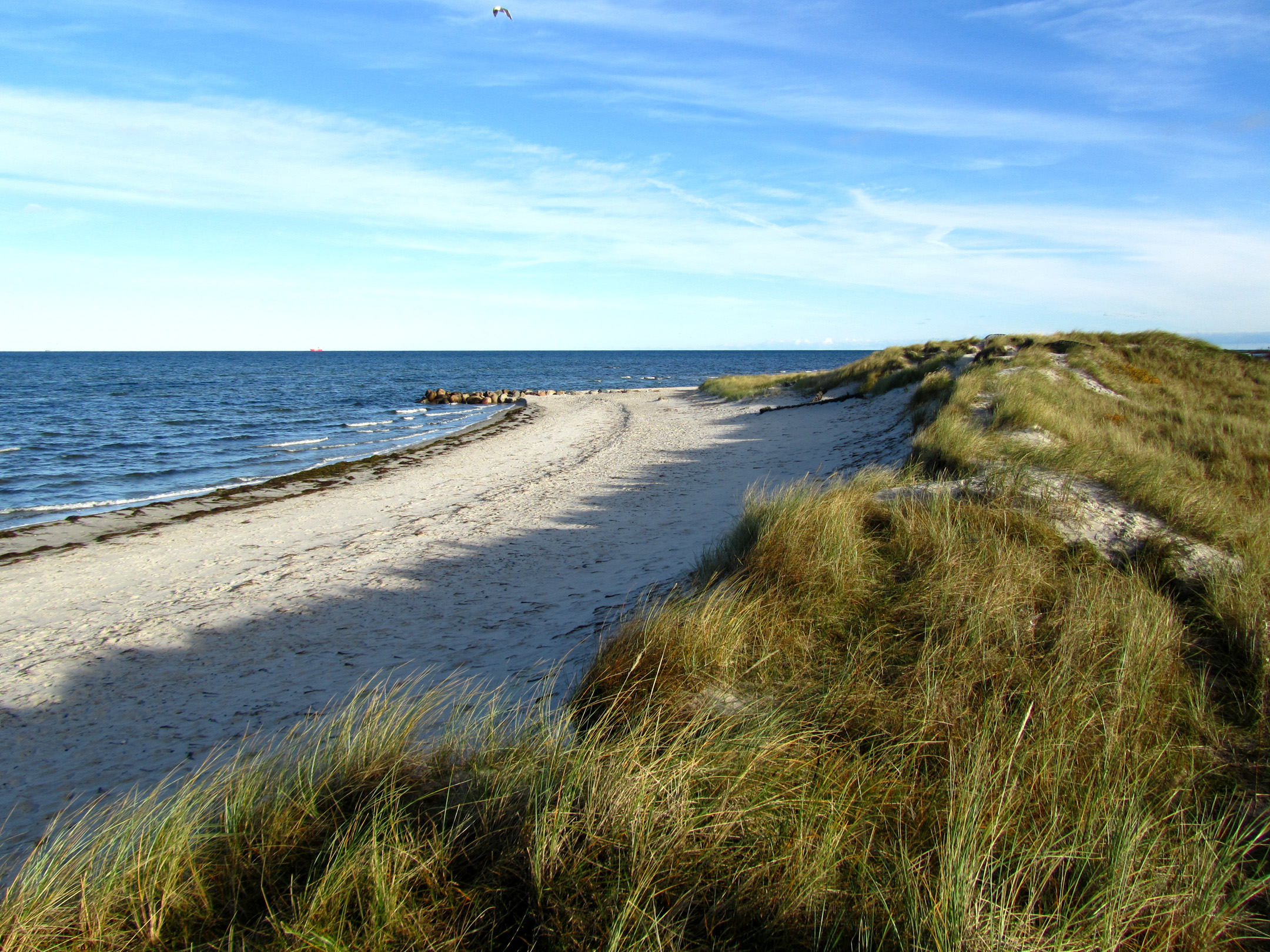
Dünen beim Wendtorfer Strand in Schleswig-Holstein

Die Küstenformen der Ostsee sind ein Resultat eiszeitlicher Gletscherbewegungen und nacheiszeitlicher Geländehebung im nördlichen und -absenkung im südlichen Bereich der Ostsee, die bis heute andauern. Beeinflusst werden die Küsten außerdem durch die Lage in der Westwindzone, wodurch von Westen her beständig Sedimente angeschwemmt werden. Unterschieden werden folgende Erscheinungsformen:
Schärenküste
Die schwedisch-finnische Küste in der Zentralen, Nördlichen und Östlichen Ostsee ist fast ausschließlich eine Schärenküste; ab und zu findet man noch vereinzelte Fjorde (Fjord-Schären-Küste). Schären sind der Küste vorgelagerte, kleine und kleinste felsige Inseln, die durch den Abschleifeffekt der Gletscher eine charakteristische Kuppenform aufweisen. Weil die Ostsee nur geringe Gezeiten aufweist, sind sie über die letzten Jahrtausende praktisch unverändert geblieben. Das flach abfallende Gelände wurde beim Abschmelzen des Eispanzers überflutet und die Kuppen ragten fortan als Inseln heraus. Durch die Geländehebung sind mit der Zeit weitere, vorgelagerte Schären entstanden.
Kliffküste
An einigen Stellen, zum Beispiel auf Gotland, Bornholm, Møn und Rügen, haben sich Kliffküsten gebildet. Diese ragen steil und schroff hervor und markieren Geländebrüche im geologischen Untergrund. Kliffkanten finden sich auch unterhalb des Meeresspiegels. Auch die Nordküste Estlands zum Finnischen Meerbusen hin ist durch solch eine Bruchlinie geprägt. Von West nach Ost rückt dieses Kliff immer näher an die aktuelle Küstenlinie heran und erreicht bei Sillamäe immerhin knapp 60 m Höhe.
Eine bekannte Steilküste befindet sich auf der Insel Rügen. Der weiße Kreidefelsen des Königsstuhls im dortigen Nationalpark Jasmund kann als totes Kliff bezeichnet werden, da er nicht ständig von der Brandung erreicht wird. Dagegen sind die benachbarten Wissower Klinken im Jahr 2005 ein Opfer der Meeresbrandung geworden.
Fördenküste
Die Ostküste Schleswig-Holsteins und Jütlands ist durch Förden gekennzeichnet, die allerdings in Dänemark Fjord genannt werden. Diese schmalen langen Buchten sind bei der Entstehung der Ostsee durch den Anstieg des Meeresspiegels vollgelaufene ehemalige Gletscherzungenbecken. Der Unterschied zu Fjorden besteht darin, dass die Gletscher sich nicht vom Land zur See bewegten, sondern umgekehrt der Eispanzer über der heutigen Ostsee Gletscher vorantrieb, die nach dem Abschmelzen eine Rinne übrig ließen, die sich mit Seewasser füllte. Die schleswig-holsteinischen Förden werden von den Landschaften Angeln, Schwansen und Dänischer Wohld getrennt. Zwischen der Kieler Förde und der ihr vorgelagerten Kieler Bucht einerseits und der Lübecker Bucht als Teil der Mecklenburger Bucht andererseits liegt die Probstei und die Halbinsel Wagrien mit der Insel Fehmarn. Der Hemmelsdorfer See bei Timmendorfer Strand ist ebenfalls eine alte Förde. Er ist wesentlich tiefer als die durch eine eiszeitliche Landbarriere abgeschnittene, davorliegende Lübecker Bucht.
Die Landschaft der Fördenküste wird durch den Baltischen Landrücken geprägt, der sich entlang oder parallel der westlichen, südlichen und südöstlichen Ostseeküste von Jütland bis ins Baltikum erstreckt.
Boddenküste

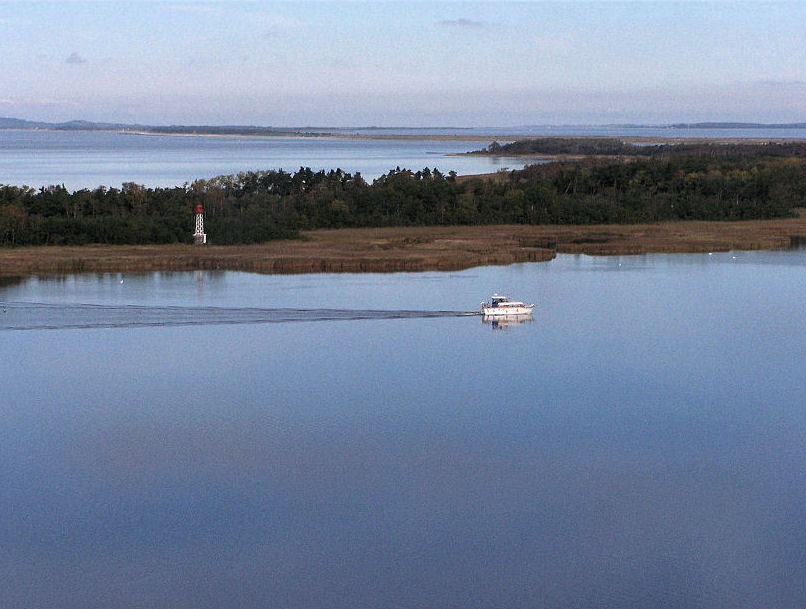
Blick von Barhöft über die Boddenlandschaft nach Hiddensee

Die vorpommersche Küste ist durch Boddenlandschaften geprägt. Bodden sind dadurch entstanden, dass vormalige Inseln durch stetige Zuführung von Material, hauptsächlich Sand, durch schmale Brücken miteinander verbunden worden sind. Die rückwärtigen Gewässer, die Bodden, sind dadurch größtenteils von der Ostsee abgetrennt worden und mit ihr nur noch durch Rinnen verbunden.
Ausgleichsküste
Die Ausgleichsküste bestimmt vor allem die Küstenlinie Polens von Stettin bis kurz vor Danzig und die lettische Küste. Hier sind die typischen reich gegliederten glazialen Küstenformen durch die Anströmung und den Sedimenttransport von Westen her ausgeglichen worden, so dass der Verlauf fast gerade ist. Dies ist möglich geworden, weil die zumeist von Westwind geprägte Brandung auf eine Küstenlinie trifft, die von Südwest nach Nordost verläuft und dadurch Transportmaterial anlagert. Auch an der Küste Vorpommerns sind durch solche Ausgleichsprozesse Landzungen und Nehrungen entstanden, wie z. B. die Halbinsel Fischland-Darß-Zingst und die Schaabe, die Schmale Heide und der Bug auf Rügen.
Haffküste
Die Haff- oder Nehrungsküste ist im Küstenabschnitt zwischen Danzig und Klaipėda entstanden. Außerdem wird das Stettiner Haff ebenfalls hinzugezählt. Haffe entstehen vor Flussmündungen als Brackwasserreservoire, die durch schmale Landzungen, die Nehrungen, von der übrigen Ostsee größtenteils abgetrennt wurden. Durch die ständige Zufuhr von Flusswasser schließen sich die Nehrungen nicht, sondern bleiben als langgestreckte Halbinseln bestehen, die eine Rinne zum Meer offen lassen.
Die bekanntesten Haffs sind das Kurische Haff und das Frische Haff. Eine (unvollständige) Nehrung bildet auch die Halbinsel Hel bei Zoppot.

### Küstenschutz
Die ersten Nachweise für geplanten Küstenschutz an der deutschen Ostseeküste liegen für das Bundesland Mecklenburg-Vorpommern vor. Hier spielt der Küstenschutz mithilfe von Dünen seit dem frühen 13. Jahrhundert eine bedeutende Rolle. In Schleswig-Holstein gibt es erste Aufzeichnungen über den Küstenschutz in Form von Deichen seit 1581. Neben dem Küstenschutz durch Dünen und Deiche fanden auch Buhnen ab dem 19. Jahrhundert einen breiten Einsatz.
Das Ostseesturmhochwasser 1872 zerstörte viele Küstenschutzwerke und zog vermehrte Bauarbeiten an der deutschen Ostseeküste nach sich. Überwiegend handelte es sich um den Bau von harten Küstenschutzmaßnahmen. Heutzutage wird beim Küstenschutz vermehrt auf weiche Küstenschutzmaßnahmen geachtet. Aufgrund des Klimawandels ist mit einer notwendigen Anpassung der Küstenschutzmaßnahmen an der deutschen Ostseeküste zu rechnen.

## Geschichte

### Altertum
Die Ostsee war den Römern gut bekannt und wird vor fast 2000 Jahren in der Germania des Tacitus als Mare Suebicum bezeichnet, das er als Teil des die Erde umgebenden Weltmeers ansah (siehe hierzu Namensgebung und -deutung).
Schon aus damaliger Zeit sind weitverzweigte Handelswege belegt, über die der begehrte Bernstein, der an der Ostseeküste häufig gefunden wurde, in alle Teile des Römischen Reichs gelangte. Exportwaren waren weiterhin Felle und Pelze. Umgekehrt gelangten römische Erzeugnisse wie Keramikwaren, Schwerter, Wein und Öl nach Norden. Noch in der Spätantike gelangten römische Goldmünzen bis ins heutige Schweden und Finnland.

### Mittelalter
Auch in der Wikingerzeit zeugten Orte wie Haithabu von der Bedeutung des Fernhandels im Ostseeraum. Im Hochmittelalter spielte die See eine immense Rolle als Verkehrs- und Handelsweg in Europa. Die in Nachbarschaft der Ostsee liegenden Städte schlossen sich nun zum Bund der Hanse zusammen und brachten es dabei zu großem Reichtum. Wichtigste Hansestädte an der Ostsee und in deren Einzugsgebiet waren Lübeck, Wismar, Rostock, Stralsund, Greifswald, Stettin, Danzig, Königsberg, Memel, Riga, Reval und Nowgorod.

### Neuzeit
Im Dreißigjährigen Krieg versuchte Schweden, über die Ostsee hinweg Großmachtpläne zu verwirklichen. Infolgedessen gehörten auch später noch viele südlich der Ostsee gelegene Landstriche lange zu Schweden (siehe auch Schwedisch-Pommern). In den Nordischen Kriegen gelang es Russland, von Osten her Anschluss an die Ostsee zu bekommen. Zar Peter der Große ließ im Mündungsdelta der Newa die neue Reichshauptstadt Sankt Petersburg erbauen, die für das Land ein „Tor zur Welt“ sein sollte.
Im Jahr 1872 kam es zur größten Sturmkatastrophe in der gesamten Ostsee. Am 11. November 1872 sollen in der Ostsee angeblich insgesamt 654 Schiffe gesunken sein.
Im 20. Jahrhundert war die Ostsee während der Weltkriege Schauplatz zahlreicher bewegender Vorfälle. Die Ostseehäfen waren gegen Ende des Ersten Weltkrieges Orte, in denen Geschichte geschrieben wurde: Die Sankt Petersburg vorgelagerte Festungsinsel Kronstadt war der Schauplatz eines Matrosenaufstandes gegen die russische Revolutionsregierung. Die Revolte wurde unter Einsatz von Kriegsschiffen blutig beendet. In den allerletzten Kriegstagen meuterten die deutschen Marineeinheiten in den Häfen von Kiel und Flensburg gegen einen sinnlosen Befehl der Obersten Heeresleitung, die Flotte zu einer militärisch nicht mehr entscheidenden Schlacht ausrücken zu lassen. Der Kieler Matrosenaufstand von 1918 weitete sich in ganz Deutschland zur Novemberrevolution aus und führte zum Sturz der Monarchie.
Im Zweiten Weltkrieg wurden in der Ostsee einige Kämpfe zwischen deutschen und sowjetischen Flotten- und U-Boot-Verbänden ausgefochten. Zu Kriegsende war fast die gesamte schiffbare Fläche vermint, so dass die Personenschifffahrt eingestellt wurde. 1945 wurde gleichwohl versucht, die in Kurland, Ostpreußen und Hinterpommern eingeschlossenen deutschen Truppen, aber auch die flüchtende Zivilbevölkerung, über die Ostsee zu evakuieren. Besonders tragisch war die Versenkung des ehemaligen KdF-Schiffes Wilhelm Gustloff, das fast ausschließlich Zivilisten an Bord hatte. Das Schiff sank nach mehreren Treffern sowjetischer Torpedos und riss schätzungsweise 9000 Menschen in den Tod, die entweder ertranken oder im eiskalten Wasser erfroren. Es war – gemessen an Menschenleben – die größte Schiffskatastrophe aller Zeiten.
Am 2. Mai 1945, fünf Tage vor der deutschen Kapitulation, griffen britische Flugzeuge den in der Lübecker Bucht liegenden ehemaligen Luxusdampfer Cap Arcona und die Thielbek an. Über 7500 Menschen starben dabei; es waren überwiegend Gefangene deutscher Konzentrationslager.
In der Zeit des Kalten Kalte Krieges, vor allem nach dem Bau der Mauer 1961, versuchten rund 5000 DDR-Bürger, über die Ostsee in den Westen zu flüchten. Nur etwa 600 Flüchtende erreichten ihr Ziel, einige auf Surfbrettern oder Luftmatratzen. Die meisten Fluchtversuche scheiterten, viele endeten tödlich. Der Leuchtturm Dahmeshöved (Ostseeheilbad Dahme) diente vielen Flüchtlingen an der mecklenburgischen Küste als realistisches Ziel einer erfolgreichen Flucht.
Am 28. September 1994 sank die Ostseefähre Estonia auf ihrem Weg von Tallinn nach Stockholm. 852 Passagiere starben.

### Munitionsentsorgung in der Ostsee
Nach dem Zweiten Weltkrieg wurden in der Ostsee große Mengen Munition, darunter auch Giftgasmunition, entsorgt. Vor allem von phosphorhaltiger Munition geht nach wie vor eine große Gefahr aus. Bernsteinfarbene Phosphorklumpen entzünden sich nach dem Trocknen schon bei 34 °C, brennen dann mit einer Temperatur von 1300 °C und sind nur noch schwer zu löschen. Seit Ende des Zweiten Weltkriegs sind laut offiziellen Aufzeichnungen 168 Menschen durch Munitionsreste in der Ostsee zu Tode gekommen, 250 trugen Verletzungen davon. Dänemark veröffentlichte eine Studie mit weitaus höheren Verletzungszahlen. So sollen jährlich 20 Menschen Unfälle mit Munitionsresten erleiden, die meisten von ihnen sind Fischer. Der schwedische Sender Sveriges Television veröffentlichte 2009 Berichte über die Verklappung von chemischen Kampfstoffen und radioaktiven Abfällen der sowjetischen Marine vor Gotland in den Jahren 1989 bis 1992. Diese stammten von der Marinebasis Karosta im heutigen Lettland. Im Dezember 2011 wurde vom Bund/Länder-Messprogramm für die Meeresumwelt von Nord- und Ostsee eine umfangreiche Liste veröffentlicht.
Laut Untersuchungen aus Deutschland lagen 2020 noch etwa 300.000 Tonnen Kampfmittel (davon 35.000 Tonnen in der Kieler Bucht) und etwa 40.000 Tonnen chemische Waffen des Dritten Reichs in der Ostsee. Zudem sollen sich noch bis zu 50.000 Seeminen beider Weltkriege in der Ostsee befinden.

## Wirtschaft und Verkehr

### Allgemeines
Der Ostseeraum ist ein Wirtschafts- und Wachstumsraum. Während im nördlichen und westlichen Teil der Ostsee schon etablierte Volkswirtschaften mit einem hohen BIP/Kopf und einer hohen Produktivität vorherrschen (Beispiel Deutschland oder Schweden), befinden sich im östlichen Teil der Ostsee noch relativ wirtschaftsschwache Länder, die aber ein überdurchschnittlich hohes BIP-Wachstum aufweisen. Infolge der Finanzkrise ab 2007 brach dieses Wachstum wieder ein. Besonders die baltischen Staaten mussten hier Wachstumseinbußen von über 10 % einstecken. Lediglich Polen machte nur geringe Einbußen und hielt im gesamten Ostseeraum seine Wirtschaft am stabilsten.
Das Wachstum des Ostseeraums beruht auf guten Standortfaktoren. Besonders hervorzuheben sind hierbei die vorteilhafte Lage der Ostsee innerhalb der Welt und die Mobilität innerhalb des Ostseeraumes. Zur Ansiedlung von neuen Unternehmen bietet der Ostseeraum zum einen hoch entwickelte Wirtschaftsregionen. Diese bilden umfangreiche Cluster und investieren sehr stark in Forschung und Technik. Die guten weichen Standortfaktoren sind auch ausschlaggebend. Herausragend entwickelte sich die Öresundregion, die laut der Zeitschrift The Economist im Jahr 2007 die wirtschaftsfreundlichsten Bedingungen der Welt aufweist. Zum anderen ist die Wirtschaftslage der baltischen Staaten sehr lukrativ für die Wirtschaft. Hier herrscht ein vergleichsweise liberales Geschäftsumfeld. Zugute kommen auch eine geschäftsfreundliche Steuerpolitik und eine umfangreiche Telekommunikationsstruktur.
Nach dem Seerechtsübereinkommen steht den Anrainerstaaten der Ostsee eine Ausschließliche Wirtschaftszone zu. Am 1. Januar 1995 hat die Bundesrepublik Deutschland eine solche auch für ihr Küstenmeer an der Ostsee erklärt.

### Seefahrt
Häfen und Schiffsrouten

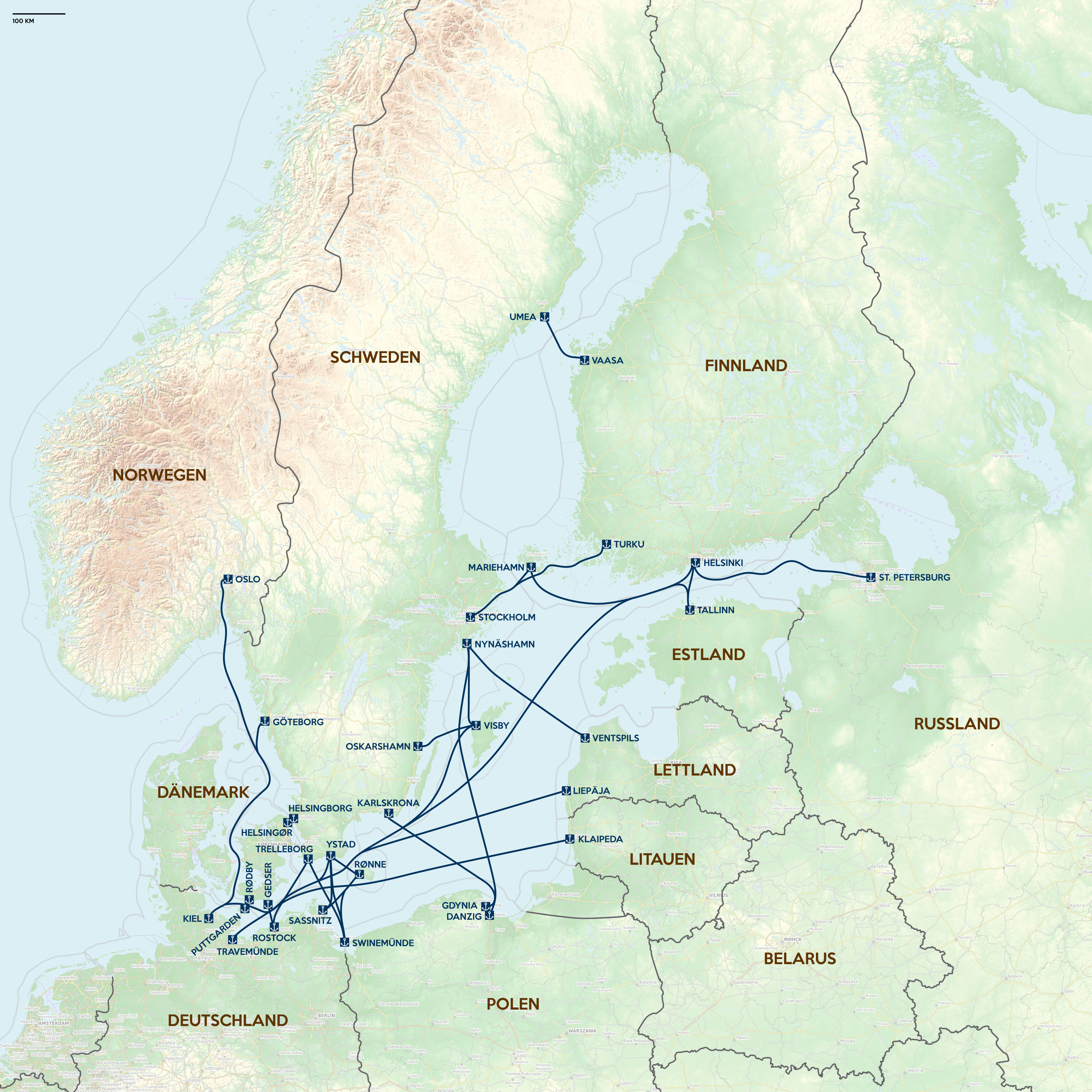
Regelmäßig bediente Fährlinien im Ostseeraum

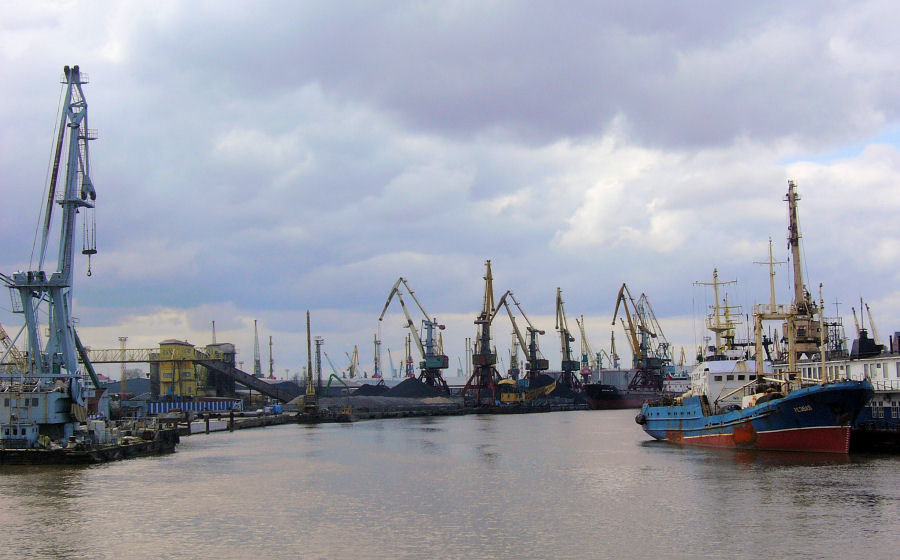
Hafen von Kaliningrad

Wichtige Häfen sind Kopenhagen, Malmö, Stockholm, Turku, Helsinki, Sankt Petersburg, Tallinn, Riga, Liepāja, Klaipėda (ehem. Memel), Kaliningrad (ehem. Königsberg), Danzig, Gdynia, Stettin, Świnoujście (Swinemünde), Trelleborg, Sassnitz, Rostock, Wismar, Lübeck, Kiel und Flensburg (vgl. Flensburger Hafen).
Längs der Mitte der südlichen Ostsee verläuft eine der wichtigsten Seeschifffahrtsrouten weltweit, die Kadetrinne. Sie ist dicht befahren und war in der Vergangenheit gelegentlich im Zusammenhang mit Havarien in den Schlagzeilen.
Eine besondere Rolle für den Verkehr auf der Ostsee spielen die vielen Fährverbindungen sowie die großen Brücken, die in Skandinavien zum Teil größere Meerengen überspannen.
Die meistbefahrene künstliche Seeschifffahrtsstraße der Erde ist der Nord-Ostsee-Kanal, der die Ostsee mit der Nordsee verbindet, und so den Seeweg über Kattegat (Ostsee) und Skagerrak (Nordsee) abkürzt. Er führt in Schleswig-Holstein von Kiel nach Brunsbüttel zur Elbe.
Die Fläche der Ostsee innerhalb des deutschen Hoheitsgebietes ist als Seewasserstraße eine Bundeswasserstraße.
Luftverschmutzung durch Schifffahrt
Mit dem wachsenden Schiffsverkehr von Frachtschiffen und Kreuzfahrtschiffen auf der Ostsee wachsen auch die Emissionen von Kohlenstoffdioxid, Stickoxiden und Schwefeldioxid. Dabei werden während der Hafenliegezeiten die Häfen und ihre Anwohner, während der Fahrt das offene Meer belastet. Verschärft wird dieses Problem dadurch, dass Schiffe Schweröl mit einem sonst nicht zulässigen hohen Schwefelgehalt von 1,5 % (= 15.000 ppm) als Treibstoff verwenden. Straßendiesel enthält nur 10 ppm Schwefel. Ab 2010 sollen die Schwefel-Grenzwerte EU-weit auf 0,1 % sinken, das wären dann 1000 ppm.
Die Ostseeanrainerstaaten haben diesbezüglich zahlreiche Initiativen begonnen, den Umweltschutz in der Seeschifffahrt voranzubringen. So gibt es, um die Emissionen während der Hafenliegezeiten zu senken, erste Versuche, Kreuzfahrtschiffe im Hafen verpflichtend an die Stromversorgung des Hafens anzuschließen (Beispiel Hamburg).
Kanalverbindungen
Im Osten ist die Ostsee über die Newa und verschiedene Wasserstraßen mit der Wolga, dem Weißen, Schwarzen und dem Kaspischen Meer verbunden.
Auf Binnenschifffahrt ausgerichtet sind der Wasserweg Weichsel – Bug – Dnepr-Bug-Kanal – Dnepr und der wesentlich ältere Ossolinskikanal von der Memel an den Dnepr.
Der Nord-Ostsee-Kanal verkürzt den Umweg um die Kimbrische Halbinsel. Ein historischer Vorläufer war der Eider-Kanal.
Der Göta-Kanal von der Ostsee zum Kattegat in Schweden wurde im 18. Jahrhundert angelegt, um mit damaligen – kleineren – Seeschiffen den dänischen Sundzoll zu umfahren.

### Straßen- und Schienenverkehr
Die zahlreichen Meerengen der Beltsee werden seit dem frühen 20. Jahrhundert von einer zunehmenden Zahl fester Straßen- und Schienenverbindungen gekreuzt.
Die wichtigsten Verkehrsachsen des Ostseeraums bilden zum einen die Vogelfluglinie mit der damit verbundenen festen Fehmarnbelt-Querung.
Zum anderen sind Verkehrsachsen wie die Via Hanseatica – ein Teil davon bildet die Bundesautobahn 20 – und die Via Baltica wichtige Stützpfeiler für den nördlichen und östlichen Teil Europas. Es ist geplant, einen großen Teil Südschwedens mit Hochgeschwindigkeitszügen zu erschließen. Der Europakorridor bildet den Rahmen für die Durchführung dieses Projekts.

### Unterwasserleitungen
Von 2011 bis zu ihrer Zerstörung im September 2022 transportierte die auch „Ostsee-Pipeline“ genannte Nord Stream mit ihren zwei Strängen russisches Erdgas durch die Ostsee nach Deutschland, zwei weitere Stränge der zweiten Gas-Pipeline (Nord Stream 2) parallel dazu wurden 2021 fertiggestellt, aber nicht in Betrieb genommen.
Im Oktober 2023 wurde die Erdgaspipeline Balticconnector sowie das parallel dazu verlaufende Datenkabel EE-S1 durch den Anker des chinesischen Schiffes NewNew Polar Bear beschädigt.
Von zahlreichen Datenleitungen, die die Anrainerstaaten der Ostsee miteinander verbinden, wurden im November 2024 das BCS East-West Interlink und das C-Lion1 beschädigt.
Im Dezember 2024 vermeldete die Betreiberorganisation Fingrid den Ausfall der Verbindung des Stromkabels Estlink 2. Finnland verdächtigte den Tanker Eagle S der Sabotage und beschlagnahmte ihn.

### Tourismus
Die Küsten und Inseln des Ostseeraumes sind stark vom Tourismus geprägt, der neben der Werftindustrie und dem Handel der wichtigste Wirtschaftssektor ist. Ein wichtiger Bereich des Fremdenverkehrs ist der Badeurlaub in Seebädern. Er ist von einer für den Ostseebereich typisch-starken Saisonalität gekennzeichnet, die die Monate Juli und August als Schwerpunkt haben. Andere Angebotsformen wie Wellness, Fahrrad- oder Kulturtourismus entwickeln sich und schwächen die Saisonalität etwas ab.
Weitere Faktoren im Ostsee-Tourismus sind Kreuzfahrtschiffe, die beispielsweise in Kiel, Rostock-Warnemünde, Kopenhagen, Tallinn, Riga, Danzig, Helsinki, St. Petersburg, Mariehamn und Stockholm anlegen, sowie maritime Großveranstaltungen wie die Kieler Woche oder die Hanse Sail, die jeweils Millionen von Besuchern anziehen.

#### Schleswig-Holsteinische Ostseeküste
An der schleswig-holsteinischen Ostsee wurden im Jahr 2017 mehr als 13 Millionen Übernachtungen und mehr als 3,7 Millionen Gästeankünfte gezählt. Strandurlaub und Wassersport, aber auch Radfahren und Wellness sind beliebte Aktivitäten. Der Ostseeküstenradweg (Ostseeküstenroute (D2)) führt entlang der Küste von der dänischen Grenze bei Flensburg bis nach Lübeck und weiter in Richtung Mecklenburg-Vorpommern. Zu den kulinarischen Spezialitäten der Ostseeküste gehören Fisch und Fischbrötchen.
Die Ostseeküste Schleswig-Holsteins gliedert sich touristisch insbesondere nach Buchten und Förden, beispielsweise Lübecker Bucht, Hohwachter Bucht, Kieler Förde, Eckernförder Bucht und die Flensburger Förde. Fehmarn ist die einzige schleswig-holsteinische Ostseeinsel und ist über die Fehmarnsundbrücke mit dem Festland verbunden.

## Rundfunkberichte
- (Zur Ökologie) Silke Hasselmann: Ostsee-Aktionsplan verfehlt – Ein Meer schnappt nach Luft, Deutschlandfunk – „Hintergrund“ vom 9. September 2018